# Hắc Long Giang
Hắc Long Giang (giản thể: 黑龙江省; phồn thể: 黑龍江省; bính âm: Hēilóngjiāng Shěng) là một tỉnh phía đông bắc của Trung Quốc. Năm 2018, Hắc Long Giang là tỉnh đông thứ mười bảy về số dân, đứng thứ hai mươi ba về kinh tế Trung Quốc với 37,9 triệu dân, tương đương với Canada và GDP danh nghĩa đạt 1.636 tỉ NDT (247,3 tỉ USD) tương ứng với Ai Cập. Hắc Long Giang có chỉ số GDP đầu người đứng thứ hai mươi bảy, đạt 43.274 NDT (tương ứng 6.539 USD).
Hắc Long Giang có nghĩa là "sông rồng đen", đây là tên tiếng Hán của sông Amur. Phiên âm tên tiếng Mãn của con sông là Sahaliyan ula (nghĩa là "sông đen"), và đây cũng là nguồn gốc tên gọi của đảo Sakhalin. Giản xưng của tỉnh Hắc Long Giang là "Hắc" (黑, Hēi). Tỉnh Hắc Long Giang giáp với tỉnh Cát Lâm ở phía nam và giáp với khu tự trị Nội Mông ở phía tây; tỉnh giáp với Nga ở phía bắc và phía đông.
Ở phía bắc tỉnh Hắc Long Giang, sông Amur tạo thành biên giới giữa Cộng hòa Nhân dân Trung Hoa và Nga. Tỉnh Hắc Long Giang sở hữu điểm cực bắc (tại huyện Mạc Hà dọc theo Amur) và điểm cực đông (nơi hợp lưu giữa sông Amur và sông Ussuri) của Trung Quốc. Tỉnh lị của Hắc Long Giang là Harbin (Cáp Nhĩ Tân).

## Lịch sử

### Văn minh thượng cổ
Tại khu vực Song Áp Sơn của tỉnh Hắc Long Giang, người ta đã phát hiện các dấu tích khảo cổ học về nền một văn minh từ 7.000 năm trước. Ban đầu, vùng Đông Bắc Trung Quốc ngày nay có ba dân tộc lớn là Túc Thận (肃慎), Uế Mạch (濊貊) và Đông Hồ (东胡). Vào thời kỳ nhà Thương và nhà Chu tại Trung Nguyên, cư dân tỉnh Hắc Long Giang là các bộ lạc Túc Thận, sinh sống bằng việc săn bắn, theo tư liệu lịch sử thì họ đã từng tiến cống cung và tên cho Chu Thành Vương.
Uế Mạch là hợp xưng dùng để chỉ người Uế và người Mạch, họ có đặc điểm sinh sống bằng nông nghiệp, không giống với dân tộc du mục. Vào thời nhà Hạ và nhà Thương, người Uế cư trú tại bán đảo Sơn Đông, thuộc dân tộc Đông Di. Sau khi Chu diệt Thương, người Uế do bị triều Chu bức bách nên đại bộ phận đã di dời về phía đông bắc, lấy đồng bằng Tùng Nộn làm trung tâm định cư, song họ hoạt động trên một phạm vi rộng lớn, cực nam đến phía bắc của Trường Thành, liền kề với nước Yên, tiếp xúc với người Túc Thận ở phía đông của Liêu Hà. Thời kỳ Tây Chu, người Uế là một nước triều cống cho vương triều Chu. Thời kỳ Xuân Thu, Tề Hoàn công từng phát động chiến tranh với Uế. Thời Chiến Quốc, người Uế sống dựa vào nông nghiệp và ngư nghiệp, kê trở thành lương thực chủ yếu của người Uế. Người Uế đã tiến đến thời kỳ cuối của xã hội nguyên thủy, họ có lối sống định cư. Người Mạch là một dân tộc du mục trên thảo nguyên Mông Cổ, ngôn ngữ thuộc ngữ hệ Altai.

### Thời Tần, Hán, Tam Quốc
Thời Nhà Tần và Nhà Hán tại Trung Nguyên, người Túc Thận được gọi là "Ấp Lâu" (挹娄) và "Vật Cát" (勿吉). Tại Song Áp Sơn đã phát hiện được "quần thể di chỉ Pháo Đài Sơn" với Pháo Đài Sơn cổ thành (炮台山古城), được xác định là do tổ tiên của người Mãn là người Ấp Lâu xây dựng nên. Cùng với quần thể di chỉ Pháo Đài Sơn, di chỉ Phượng Lâm cổ thành (凤林古城遗址) được nhận định là đô thành của người Ấp Lâu trong thời kỳ lịch sử ban đầu của tỉnh Hắc Long Giang. Ngoài sinh sống bằng nông nghiệp, người Ấp Lâu còn săn dã thú, họ đã từng tiến cống thú vật săn được cho nước Tào Ngụy vào thời Tam Quốc. Trong thời kỳ này, cư dân trên địa bàn tại tỉnh Hắc Long ngày nay cũng bắt đầu thiết lập chế độ cai trị. Thời Tây Hán, nước Phù Dư được thành lập, một phần lãnh thổ của nước này nằm tại địa phận đông nam của tỉnh Hắc Long Giang ngày nay. Vào thời Nhà Hán, và Ngụy Tấn, Hắc Long Giang (sông Amur) được gọi là "Nhược Thủy" (弱水).

### Lưỡng Tấn, Nam-Bắc triều
Các cuộc tấn công của Cao Câu Ly vào một khoảng thời gian nào đó trước năm 347 đã khiến Phù Dư suy yếu. Đến khi để mất thành trì ở gần Cáp Nhĩ Tân ngày nay, Phù Dư đã di chuyển về phía tây nam đến Nông An (nay thuộc tỉnh Cát Lâm). Song có lẽ một bộ phận người Phù Dư vẫn ở lại khu vực quanh Cáp Nhĩ Tân và nằm dưới tầm ảnh hưởng của Cao Câu Ly. Đến năm 494, người Phù Dư bị người Vật Cát tiêu diệt, Phù Dư biến mất khỏi vũ đài lịch sử; cùng với đó, người Uế Mạch cũng suy yếu. Các dân tộc Tungus (khi đó chủ yếu là người Vật Cát) nổi lên tại khu vực tỉnh Hắc Long Giang cũng như toàn bộ vùng Đông Bắc Trung Quốc. Dưới thời trị vì của Trường Thọ vương (413-491), Cao Câu Ly đã mở rộng cương vực ở phía bắc đến hữu ngạn của sông Tùng Hoa. Năm 491, Bắc Ngụy Hiếu Văn Đế đã sách phong cho Trường Thọ vương của Cao Câu Ly các chức tước: Xa kị đại tướng quân, thái phó, Liêu Đông quận khai quốc công, Cao Câu Ly vương, phạm vi thế lực của Cao Câu Ly bao trùm khu vực nam bộ tỉnh Hắc Long Giang ngày nay. Thời Nam-Bắc triều, dân tộc chủ thể trên địa bàn tỉnh Hắc Long Giang được gọi là "Vật Cát". Cũng trong thời Nam-Bắc triều, Hắc Long Giang được gọi là "Hoàn Thủy" (完水), sông Tùng Hoa được gọi là "Nan Thủy" (难水).

### Thời Tùy, Đường
Thời nhà Tùy, đông nam bộ lưu vực Hắc Long Giang là nơi sinh sống của các bộ lạc Mạt Hạt, còn tây bộ là nơi sinh sống của các bộ lạc Thất Vi. Cả người Mạt Hạt và người Thất Vi đều duy trì quan hệ triều cống với triều đình Tùy.
Thời Nhà Đường, một số văn hiến đã đề cập đến "Mạt Hạt" với nhiều bộ lạc, những người cư trú tại lưu vực Hắc Long Giang được gọi là "Hắc Thủy Mạt Hạt". Triều đình Nhà Đường từng thiết lập phủ, châu và phái quan lại đến quản lý tại lưu vực Hắc Long Giang. Năm Thánh Lịch thứ 1 (689) thời Võ Tắc Thiên trị vì, người Túc Mạt Mạt Mạt vốn cư trú tại lưu vực Mẫu Đơn Giang sau khi thống nhất các bộ lạc Mạt Hạt, đã kiến lập nước Chấn (震国), thần thuộc triều Đường.
Năm 722, tù trưởng Hắc Thủy Mạt Hạt là Nghê Thuộc Lợi Kê (倪属利稽) đã đến Trường An triều kiến hoàng đế Đường, được Đường Huyền Tông phong chức "Bột Lợi (Bá Lực) châu thứ sử" [勃利(伯力)州刺史]. Lưu vực Nộn Giang là nơi cư trú của người Thất Vi, khi đó khu vực này của tỉnh Hắc Long thuộc cương vực quản hạt trên danh nghĩa của U châu Nhà Đường.
Theo các phát hiện khảo cổ gần đây, trong thời kỳ này, tỉnh Hắc Long Giang còn xuất hiện một dân tộc di cư từ phương Bắc xuống, về sau biến mất một cách bí ẩn, không rõ là do bị tiêu diệt do chiến loạn hay lại tiếp tục di cư đến khu vực khác. Thời Tùy và Đường, hạ du Hắc Long Giang được gọi là Hắc Thủy (黑水), Hoàn Thủy được đổi thành Kiến Thủy (建水), Nan Thủy được đổi thành Na Hà (那河). Theo sử tịch Trung Quốc, Mạt Hạt có đất Quận Lợi Bộ (người Ni Phu Hách), triều đình đã thiết lập Hắc Thủy phủ để cai trị đất này. Về sau, khi Bột Hải hưng thịnh, đất này đã hàng phục Mạt Hạt. Có người cho rằng người Ni Phu Hách chính là Lưu Quỷ Quốc (流鬼国) trên địa phận tỉnh Hắc Long Giang ngày nay.

### Bột Hải và Đông Đan

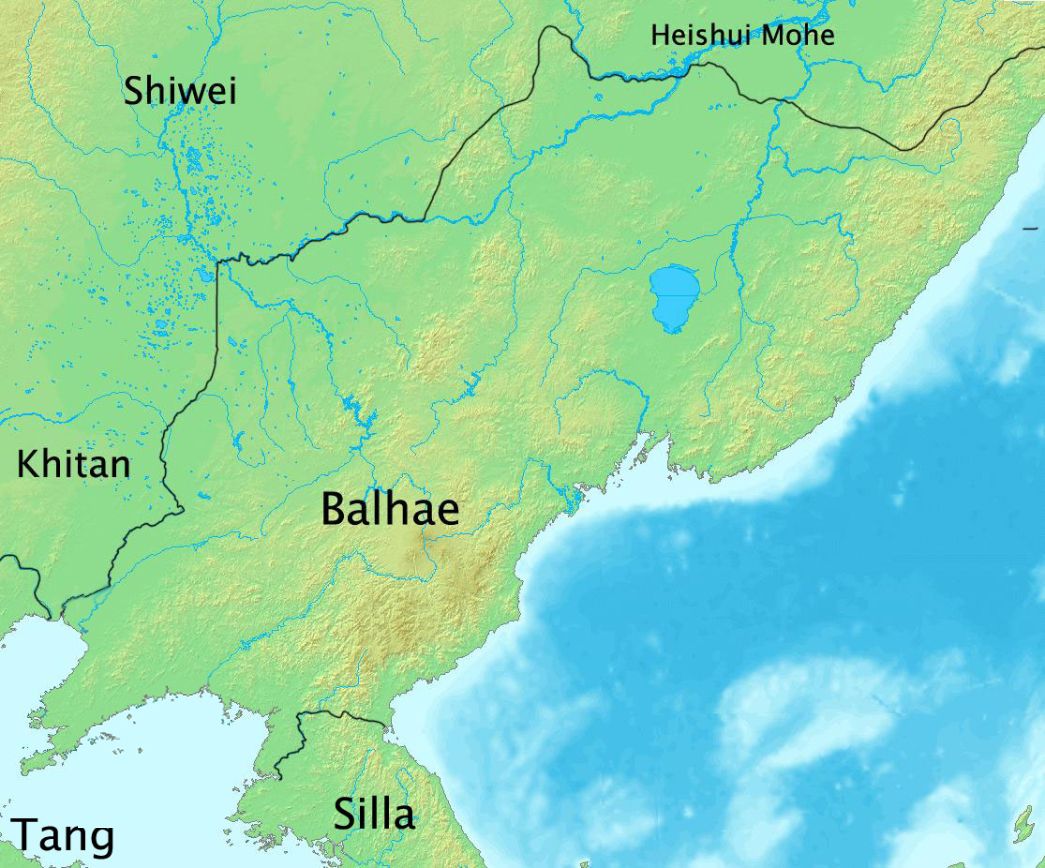
Lãnh thổ vương quốc Bột Hải (Balhae) vào năm 830. Xung quanh là lãnh thổ của người Hắc Thủy Mạt Hạt (Heishui Mohe), Thất Vi (Shiwei), Khiết Đan (Khitan), Đường (Tang) và Tân La (Silla)

Sau khi Cao Câu Ly sụp đổ, vương quốc Bột Hải đã nổi lên, cương vực bao trùm một lãnh thổ rộng lớn tại Mãn Châu và vùng phía bắc sông Đại Đồng của bán đảo Triều Tiên. Quốc vương thứ ba của Bột Hải là Văn vương đã mở rộng cương vực của Bột Hải đến lưu vực Hắc Long Giang. Năm 756, trong thời gian trị vì của Văn vương, Bột Hải đã thiên đô đến thành Thượng Kinh tại khu vực gần hồ Kính Bạc ở Ninh An thuộc tỉnh Hắc Long Giang ngày nay. Trong các phủ của Vương quốc Bột Hải, các phủ có đất đai nằm trên địa phận tỉnh Hắc Long Giang ngày nay là Thượng Kinh Long Tuyền phủ (上京龙泉府), Thiết Lợi phủ (铁利府), Hoài Viễn phủ (怀远府) và Mạc Hiệt phủ (鄚頡府等). Đến thời gian trị vì của Tuyên vương, Bột Hải đã chinh phục được nhiều bộ lạc Mạt Hạt. Người Mạt Hạt ở trong tình trạng nô lệ và phải phục vụ cho giới cầm quyền Bột Hải có nguồn gốc từ Cao Câu Ly cũ.. Tuy nhiên, cũng có một số trường hợp người Mạt Hạt đã gia nhập vào tầng lớp thượng lưu Bột Hải song rất hiếm và họ chỉ được phong các tước vị "suryong", hay "tù trưởng", và chỉ đóng một vai trò nhất định trong tầng lớp cầm quyền. Một số sứ thần Bột Hải cũng mang họ Mạt Hạt.
Theo truyền thống, các sử gia tin rằng xung đột sắc tộc giữa những người gốc Cao Câu Ly nắm quyền lực và người Mạt Hạt đã làm suy yếu Bột Hải. Song các nghiên cứu gần đây khẳng định sự sụp đổ của Bột Hải chủ yếu là do núi Trường Bạch đã phun trào một cách dữ đội vào thế kỷ thứ X, ngọn núi khi đó nằm ở trung tâm của vương quốc. Đến năm 926, Bột Hải bị người Khiết Đan tiêu diệt.
Khiết Đan sau đó đã lập nên vương quốc bù nhìn Đông Đan để kiểm soát địa hạt cũ của Bột Hải. Vua đầu tiên của Đông Đan là thái tử Da Luật Bội (耶律倍) của Khiết Đan, kinh đô của vương quốc này đặt tại đô thành Thượng Kinh của Bột Hải trước đó. Để tiếp tục quan hệ hữu nghị giữa Bột Hải và Nhật Bản, Đông Đan đã cử một đoàn sứ thần qua biển Nhật Bản vào năm 929. Triều đình Nhật Bản ở Kyoto đã từ chối phái đoàn của Đông Đan. Năm 931 và 935, Đông Đan hai lần cử sứ thần sang Đường. Đông Đan đã bị sáp nhập vào nhà Liêu năm 936.

### Thời Liêu, Kim và Nguyên
Tỉnh Hắc Long Giang nằm dưới quyền cai quản của triều Liêu từ năm 936. Đến thế kỷ thứ X, người Nữ Chân nổi lên, bộ lạc Hoàn Nhan ở hạ du sông Tùng Hoa đã thống nhất các dân tộc trong khu vực. Sau những thắng lợi liên tiếp, tháng 1 năm 1115, Hoàn Nhan A Cốt Đả đã tuyên bố lên ngôi vua nước Kim, định đô ở Hội Ninh phủ (nay là A Thành của tỉnh Hắc Long Giang). Sau khi Kim nam hạ diệt Kim đánh Tống rồi thiên đô đến Trung Đô (nay là Bắc Kinh), triều đình Kim đã phế bỏ tên hiệu "Thượng Kinh" và đổi thành Hội Ninh phủ lộ. Vào năm Thiên Quyến thứ 1 (1138) thời Kim Hi Tông, triều đình Kim đã thiết lập Thượng Kinh lộ với trị sở tại Hội Ninh huyện của Hội Ninh phủ (nay thuộc A Thành). Địa hạt của Thượng Kinh lộ nói chung tương đương với toàn bộ tỉnh Hắc Long Giang, đại bộ phận các khu vực Trường Xuân, Cát Lâm, Diên Biên, Bạch Sơn và Tùng Nguyên của tỉnh Cát Lâm; ba tỉnh Hamgyong Bắc, Hamgyong Nam và Ryanggang của Triều Tiên; cùng khu vực phía nam Ngoại Hưng An lĩnh của nước Nga ngày nay. Dưới thời Kim, toàn bộ lưu vực Hắc Long Giang nằm trong lãnh thổ của Kim, Hắc Long Giang trở thành nội hà của Kim.
Sau khi quân Mông Cổ diệt Kim và lập ra Nhà Nguyên, địa bàn tỉnh Hắc Long Giang thuộc Khai Nguyên lộ (开元路) của Liêu Dương đẳng xứ hành trung thư tỉnh (辽阳等处行中书省). Sau trung kì Nhà Nguyên, địa bàn tỉnh Hắc Long Giang ngày nay thuộc quyền quản lý của Khai Nguyên lộ và Thủy Đạt Đạt lộ (水达达路). Liêu sử được viết vào thời Nguyên là thư tịch lịch sử đầu tiên của Trung Quốc sử dụng tên gọi "Hắc Long Giang".

### Thời Minh
Năm Vĩnh Lạc thứ 7 (1409) thời Minh Thành Tổ, triều đình Nhà Minh đã thiết lập một cơ cấu quân sự và chính quyền là Nô Nhi Can đô chỉ huy sứ ti (奴兒干都指揮使司) nhằm quản lý lưu vực Hắc Long Giang, Ô Tô Lý Giang, Tùng Hoa Giang và Nộn Giang. Đến năm Vĩnh Lạc thứ 9 (1411), cơ cấu này đã chính thức bắt đầu thực thi quyền quản lý hành chính. Các quan viên của đô ti ban đầu chủ yếu là các lưu quan được luân chuyển điều đến, về sau do các lãnh tụ bộ lạc trong khu vực thế tập. Đến năm Tuyên Đức thứ 9 (1434), đô ti chính thức bị bãi bỏ, tổng cộng tồn tại trong 25 năm. Sau đó, Nhà Minh vẫn duy trì quyền quản lý đối với khu vực. Đến cuối thời Minh, triều đình không còn khả năng vươn tầm quản lý đến khu vực tỉnh Hắc Long Giang ngày nay, tại đây, các bộ lạc Nữ Chân trở thành những thuộc quốc của triều đình Nhà Minh. Thời Minh, người Nữ Chân có ba bộ phận chính: Kiến Châu Nữ Chân, Hải Tây Nữ Chân và Dã Nhân Nữ Chân; trong đó, trên địa bàn Hắc Long Giang ngày nay có người Hải Tây Nữ Chân và Dã Nhân Nữ Chân.

### Thời Thanh

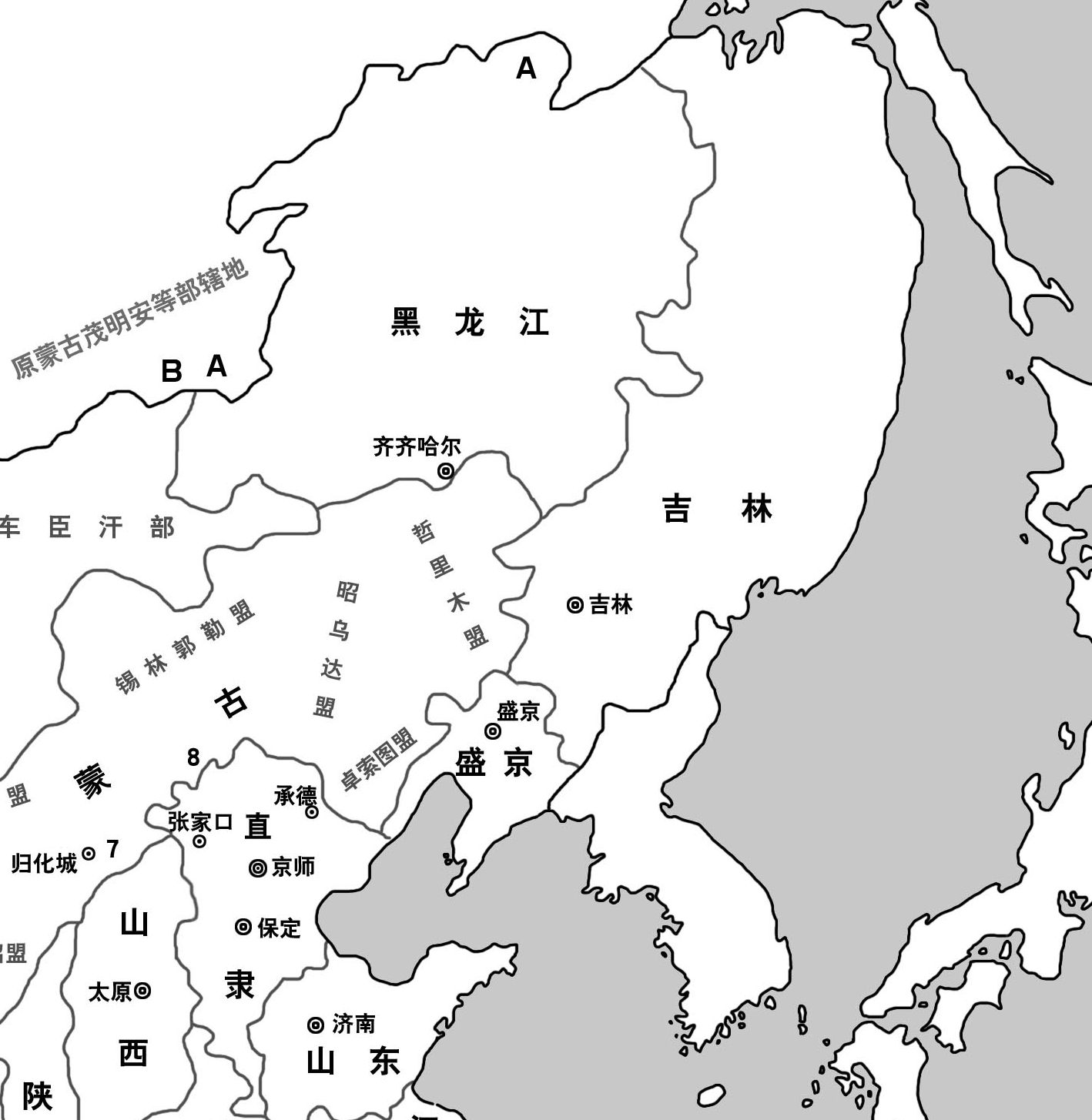
Bản đồ hành chính Nhà Thanh năm 1820, địa bàn tỉnh Hắc Long Giang ngày nay khi đó phân thuộc Hắc Long Giang (黑龙江) tướng quân và Cát Lâm (吉林) tướng quân

Sau khi Nỗ Nhĩ Cáp Xích chiếm thành Đồ Luân, ông đã thừa cơ đánh chiếm các bộ lạc Kiên Châu Nữ Chân khác, Ni Kham Ngoại Lan cuối cùng chạy đến Ngạc Lặc Hồn (nay ở gần Tề Tề Cáp Nhĩ) để xin quân Minh bảo vệ. Tuy nhiên, khi Nỗ Nhĩ Cáp Xích đuổi đến nơi, quân Minh sợ xảy ra chiến tranh nên đã để Nỗ Nhĩ Cáp Xích giết chết Ni Kham Ngoại Lan. Sau đó, thanh thế của Nỗ Nhĩ Cáp Xích lên cao, ông thống nhất toàn bộ Kiến Châu Nữ Chân, cuối cùng đã thống nhất toàn bộ người Nữ Chân. Năm 1616, Nỗ Nhĩ Cáp Xích lên ngôi hãn tại Hách Đồ A Lạp (nay thuộc Liêu Ninh), lập ra triều Hậu Kim. Các hậu duệ của Nỗ Nhĩ Cáp Xích đã đổi tên Hậu Kim thành Thanh và thống trị trên toàn cõi Trung Quốc.
Thời Thanh sơ, triều đình đã cấm chỉ người Hán đến vùng Mãn Châu, bao gồm cả địa phận tỉnh Hắc Long Giang ngày nay. Năm Thuận Trị thứ 4 (1647) thời Thanh Thế Tổ, triều đình Thanh đã thiết lập chức ngưu lục chương kinh (牛录章京) tại Ninh Cổ Tháp (宁古塔, nay thuộc Mẫu Đơn Giang), đến năm 1653 thì thiết lập ngang bang chương kinh (昂邦章京), đến năm 1662 thì thăng thành Ninh Cổ Tháp tướng quân trú tại địa phương. Năm Khang Hi thứ 22, triều Thanh đã thiết lập thể chế Hắc Long Giang tướng quân, lãnh thổ cắt từ phần tây bắc của Cát Lâm tướng quân. Địa phận tỉnh Hắc Long Giang ngày nay phân thuộc Hắc Long Giang tướng quân ở phía tây và Cát Lâm tướng quân ở phía đông.
Trị sở ban đầu của Hắc Long Giang tướng quân là Hắc Long Giang thành (còn gọi là Ái Hồn hay Hắc Hà), nằm bên Hắc Long Giang. Tuy nhiên, ngay sau đó, vào năm 1690, thì trị sở đã chuyển đến Nộn Giang bên dòng Nộn Giang, và đến năm 1699, thì chuyển xa hơn về phía nam đến Tề Tề Cáp Nhĩ. Theo các sử gia hiện đại, việc di chuyển này diễn ra sau khi có những cân nhắc nhất định: Nộn Giang và Tề Tề Cáp Nhĩ có kết nối đường thủy thuận tiện (theo Nộn Giang) với nam bộ Mãn Châu. Trong khi đó, khi muốn đi từ nam bộ Mãn Châu đến Ái Hồn (Hắc Hà) thì cần phải theo dòng Tùng Hoa đến điểm hợp lưu giữa nó và Hắc Long Giang rồi lại đi ngược dòng, hoặc phải đi đường bộ qua Tiểu Hưng An lĩnh giữa thung lũng Nộn Giang và thung lũng Hắc Long Giang. Một lợi thế nữa của Tề Tề Cáp Nhĩ là nó nằm ở điểm giao nhau giữa tuyến đường đi đến phía bắc (đến Nộn Giang) và tuyến đường đi đến phía tây (đến Mông Cổ), cho phép các đơn vị quân đồn trú có thể đảm bảo quốc phòng trước cả người Nga và những nhóm người Mông Cổ không chịu thần phục.
Thời kỳ đầu Nhà Thanh, Ninh Cổ Tháp (宁古塔. nay thuộc Mẫu Đơn Giang) thuộc quyền quản hạt của Cát Lâm tướng quân, chủ yếu dùng làm nơi chăn thả gia súc và lưu đày tù nhân, một trong những người nổi tiếng đã bị lưu đày tại đó là Trịnh Chi Long. Năm Thuận Trị thứ 4 (1657), đã xảy ra Đinh Dậu khoa trường án (丁酉科場案), Ngô Triệu Khiên (吴兆骞) cũng bị đày đến Ninh Cổ Tháp. Các trọng thần Nạp Lan Minh Châu (纳兰明珠), Từ Can Học (徐乾学), Từ Nguyên Văn (徐元文) cùng từng bị lưu đày trong 23 năm. Trương Tấn Ngạn (张缙彦) từng nói "Những người bị lưu đày đến có nhiều người là người Ngô, Việt, Mân, Quảng, Tề, Sở, Lương, Tần, Yên, Triệu". Đến thời Khang Hy thì hủy bỏ chế độ lưu đày đến đó, song vào năm Ung Chính thứ 5, Lý Hú (李煦) lại bị lưu đày đến Hắc Long Giang.
Thời Khang Hy, đế quốc Nga nhiều lần xâm nhập vào lãnh thổ Đại Thanh, bị quân Thanh đánh bại trong chiến dịch Nhã Khắc Tát (雅克萨战役), dẫn tới việc ký kết điều ước Ni Bố Sở giữa Nga và triều Thanh, theo đó lấy Ngoại Hưng An lĩnh (Dãy Stanovoy) làm biên giới giữa hai bên. Hoàng đế Khang Hy đã lấy những tù binh chiến tranh Nga không có nguyện vọng hồi quốc để thành lập một đội quân cận vệ.
Sau chiến tranh Nha phiến, người Nga lại tiến hành xâm nhập Mãn Châu, với điều ước Ái Hồn 1858 và điều ước Bắc Kinh 1860, triều đình Thanh đã cắt nhượng vùng đất phía bắc Hắc Long Giang và phía đông Ô Tô Lý Giang rộng trên 1 triệu km² cho đế quốc Nga. Cũng trong khoảng thời gian này, triều đình Nhà Thanh đã mở cửa Mãn Châu cho các di dân người Hán. Sau đó người Hán chủ yếu là từ Trực Lệ và bán đảo Sơn Đông đã di cư đến vùng Đông Bắc, sự kiện này được gọi là Sấm Quan Đông (闯关东), đến đầu thế kỷ XX thì người Hán đã trở thành dân tộc chiếm đa số tại địa bàn Hắc Long Giang ngày nay. Năm Quang Tự (1907) thứ 33, sau chiến tranh Nga-Nhật, chế độ Hắc Long Giang tướng quân được đổi thành Hắc Long Giang hành tỉnh, tỉnh lị đặt tại thành Tề Tề Cáp Nhĩ, tại Hắc Long Giang hành tỉnh có ba đạo (Ái Hồn binh bị đạo, Hô Luân binh bị đạo, Hưng Đông binh bị đạo), 7 phủ (Hô Lan, Tuy Hóa, Long Giang, Hải Luân, Nộn Giang, Hắc Hà, Lư Tân), 6 thính, 1 châu và 7 huyện. Khu vực thuộc Cát Lâm hành tỉnh song nay thuộc địa bàn tỉnh Hắc Long Giang thuộc 2 đạo, 7 phủ (Song Thành, Tân Châu, Ngũ Thường, Y Lan, Mật Sơn, Lâm Giang, Ninh An), 3 thính, 1 châu và 7 huyện. Đến năm Tuyên Thống thứ 3 (1911), toàn bộ Hắc Long Giang hành tỉnh gồm 7 phủ, 6 thính và 1 châu còn toàn bộ Cát Lâm hành tỉnh có 11 phủ, 1 châu, 5 thính, 18 huyện.

### Thời Dân Quốc

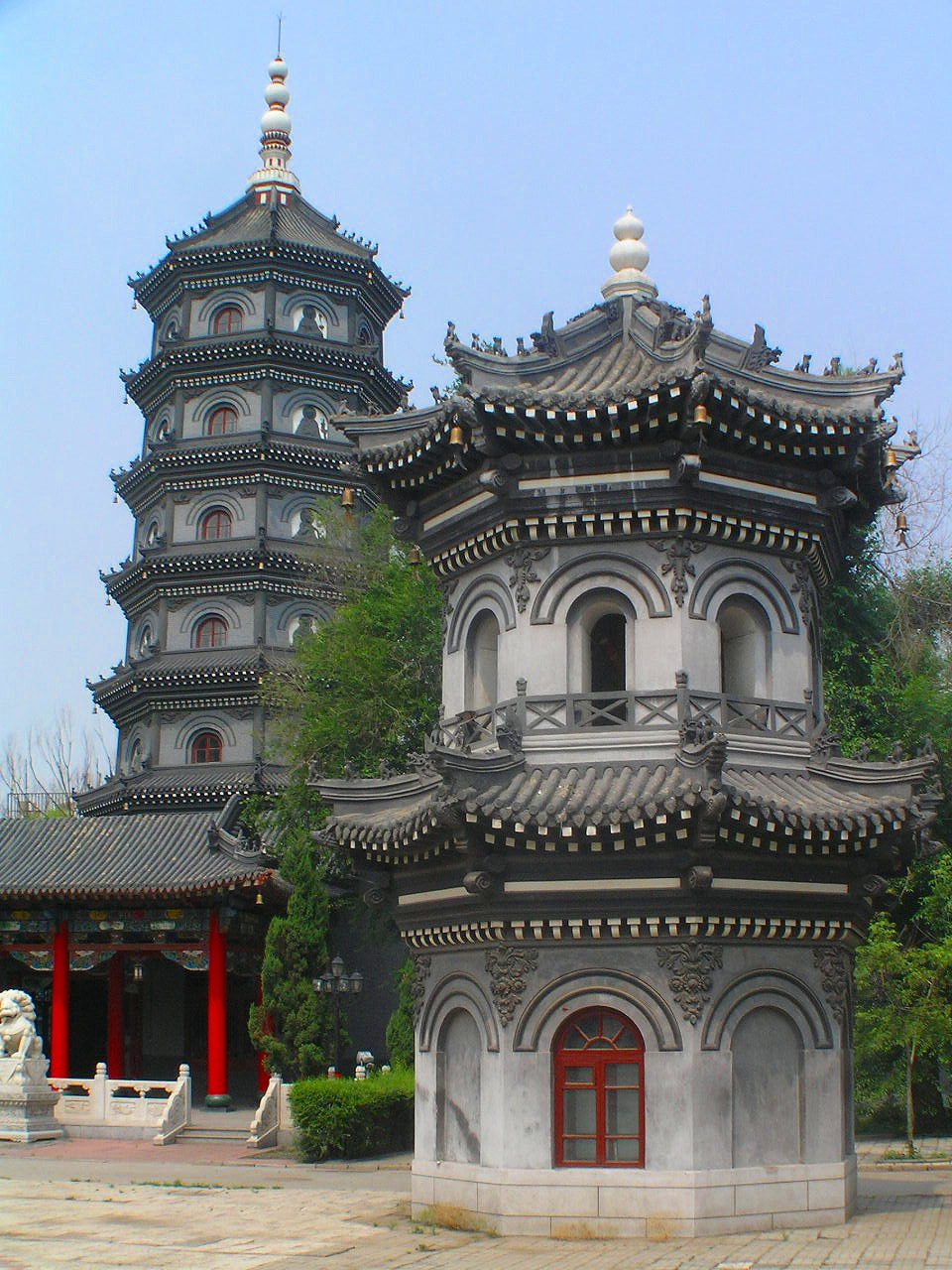
Chùa Cực Lạc (极乐寺) tại Cáp Nhĩ Tân được xây dựng từ năm 1921 đến 1924

Năm 1912, triều Thanh diệt vong, chính quyền Trung Hoa Dân Quốc sau khi thành lập vẫn theo thể chế ba cấp tỉnh, đạo, huyện của Nhà Thanh, với ba đạo Hắc Long Giang, Tuy Lan và Hắc Hà. Về sau, chính phủ tăng thêm Hô Luân đạo, tổng cộng tỉnh Hắc Long Giang có 4 đạo, 21 huyện và 6 thiết trị cục. Bấy giờ, các khu vực nay thuộc tỉnh Hắc Long Giang quản lý mà khi đó thuộc tỉnh Cát Lâm là 2 đạo Tân Giang và Y Lan với 18 huyện. Tính đến năm 1930, tỉnh Hắc Long Giang quản lý 42 huyện, 11 thiết trị cục còn vùng khi đó lệ thuộc tỉnh Cát Lâm có 22 huyện.
Năm 1896, Nhà Thanh và Nga đã ký kết Mật ước Trung-Nga, theo đó Nga được phép xây dựng tuyến đường sắt qua Hắc Long Giang và Cát Lâm để rút ngắn khoảng cách đến Vladivostok. Tuyến đường sắt này hoàn thành vào năm 1903 cùng với một "tuyến nhánh" nối từ Cáp Nhĩ Tân đến cảng Lữ Thuận ở Bột Hải. Sau Cách mạng Tháng Mười Nga, Chính phủ Quốc dân Trung Quốc đã dần dần thu hồi chủ quyền hành chính đối với vùng "đất phụ thuộc" đường sắt Đông Thanh (Trung Đông). Đến năm 1920, thì xác định khu vực này là "Đông tỉnh đặc biệt khu". Đến năm 1922, nhà đương cục ở Đông Bắc đã thiết lập trưởng quan hành chính của "Đông tỉnh đặc biệt khu", quản lý thống nhất các cơ quan quân sự, ngoại giao và tư pháp của khu vực. Tháng 5 năm 1924, chính phủ Bắc Kinh phê chuẩn việc "Đông tỉnh đặc biệt khu" độc lập với hai tỉnh Hắc Long Giang và Cát Lâm. Từ năm 1924, Trung Quốc và Liên Xô cùng quản lý phần phía bắc của tuyến đường sắt này.
Từ năm 1928, Phụng hệ quân phiệt Trương Học Lương ở Đông Bắc đã tuyên bố ly khai chính phủ Bắc Dương, quy phục chính phủ Trung ương Nam Kinh. Đến tháng 7 năm 1929, chính phủ Đông Bắc của Trương Học Lương đã hành động nhằm cắt đứt chi viện của Liên Xô cho Đảng Cộng sản Trung Quốc, trục xuất các viên chức Liên Xô trên tuyến đường sắt Trung Đông, niêm phong các tổ chức thương nghiệp của Liên Xô tại Cáp Nhĩ Tân, bắt đầu tiến hành thu hồi đường sắt Trung Đông. Ngày 18 tháng 7 cùng năm, chính phủ Liên Xô do Stalin lãnh đạo đã tuyên bố đoạn giao quan hệ với Trung Quốc, lệnh cho quân Liên Xô đóng ở biên giới với Hắc Long Giang và Cát Lâm chuẩn bị can thiệp vũ trang. Ngày 14 tháng 8 năm 1929, Liên Xô ven theo tuyến đường sắt Trung Đông để tấn công Trung Quốc, quân Liên Xô giành được chiến thắng và buộc Trung Quốc phải phục hồi chế độ đồng quản lý tuyến đường sắt này như từ năm 1924. Cùng trong cuộc chiến này, Hồng quân Liên Xô đã chiếm đóng đảo Hắc Hạt Tử trên sông Amur.

### Thời Mãn Châu Quốc
Sau sự biến Mãn Châu (1931-1932), Nhật Bản đã hình thành nên chính quyền Mãn Châu quốc do cựu hoàng đế Nhà Thanh là Phổ Nghi đứng đầu trên danh nghĩa. Đến năm 1935, Liên Xô chuyển quyền quản lý đường sắt Trung Đông cho Mãn Châu quốc. Mãn Châu quốc sau đó phân lãnh thổ của mình ra thành các khu vực nhỏ hơn, trên địa phận tỉnh Hắc Long Giang ngày nay có 6 tỉnh là Long Giang, Tân Giang, Tam Giang, Hắc Hà, Bắc An, 5 thành phố là Cáp Nhĩ Tân, Tề Tề Cáp Nhĩ, Mẫu Đơn Giang, Giai Mộc Tư, Đông An, 74 huyện và 3 kỳ. Trong thời gian Nhật Bản chiếm đóng, một lượng lớn gỗ, lương thực, khoáng sản đã được người Nhật chuyển từ Mãn Châu quốc về Nhật Bản
Vào ngày 8 tháng 8 năm 1945, Liên Xô tuyên chiến với Nhật Bản theo một thỏa thuận tại Hội nghị Yalta, và xâm lược Mãn Châu quốc từ Ngoại Mãn Châu. Đúng 0 giờ ngày 9 tháng 8 (giờ Viễn Đông Nga), hoạt động quân sự đầu tiên bắt đầu với 76 máy bay ném bom IL-4 của Phương diện quân Viễn Đông 1 đã thâm nhập không phận Mãn Châu quốc oanh kích các mục tiêu quân sự - hậu cần tại Cáp Nhĩ Tân và Trường Xuân. Từ ngày 19 đến hết ngày 20 tháng 8 năm 1945, hầu hết các đơn vị của Đạo quân Quan Đông đã ra hàng và giao nộp vũ khí cho Quân đội Liên Xô. Toàn bộ quân nhân Nhật Bản ra hàng ở Mãn Châu quốc gồm có 148 tướng, 594.000 sĩ quan và binh sĩ.

### Sau Thế Chiến 2

Các đảo tranh chấp (màu đỏ) ở nơi hợp lưu giữa Amur và Ussuri giữa Trung Quốc và Nga trước đây. Theo hiệp định năm 2004, đảo Ngân Long (Тарабаров) và khoảng một nửa đảo Hắc Hạt Tử (Большой Уссурийский) thuộc chủ quyền của Trung Quốc

Trong Nội chiến Trung Quốc, Hắc Long Giang trở thành tỉnh đầu tiên hoàn toàn nằm dưới quyền kiểm soát của lực lượng cộng sản Trung Quốc, Cáp Nhĩ Tân là thành phố lớn đầu tiên do họ kiểm soát. Với sự ủng hộ của Liên Xô, Nội Mãn Châu nói chung và tỉnh Hắc Long Giang ngày nay nói riêng trở thành một bàn đạp cho lực lượng cộng sản trong cuộc chiến mà họ giành chiến thắng vào năm 1949. Liên Xô đã trao trả hoàn toàn quyền quản lý đường sắt Trung Đông cho chính phủ Trung Quốc (mà nước này đồng quản lý từ năm 1945) vào năm 1952.
Sau năm 1945, trên địa bàn tỉnh Hắc Long Giang ngày nay trước sau đã xuất hiện 5 tỉnh là Hắc Long Giang, Nộn Giang, Hiệp Giang, Tuy Ninh và Tùng Giang. Đến năm 1949, trên địa phận tỉnh Hắc Long Giang ngày nay còn lại hai tỉnh là Hắc Long Giang và Tùng Giang. Đến năm 1954, tỉnh Tùng Giang bị bãi bỏ, hợp nhất vào tỉnh Hắc Long Giang. Chính quyền tỉnh Hắc Long Giang mới đặt trụ sở tại Cáp Nhĩ Tân, ranh giới tỉnh về cơ bản vẫn giữa nguyên từ đó đến nay.
Sau khi Cộng hòa Nhân dân Trung Hoa thành lập, vẫn tồn tại vấn đề biên giới với Liên Xô. Sau sự kiện đảo Trân Bảo trên sông Ussuri, quan hệ hai nước xấu đi một cách nghiêm trọng, quân đội hai bên được triển khai suốt đoạn sông Amur biên giới. Vào ngày 14 tháng 10 năm 2004, Trung-Nga ký kết thỏa thuận biên giới phần phía đông, theo đó Nga đồng ý trao trả đảo Ngân Long/Tarabarov và khoảng một nửa đảo Hắc Hạt Tử/Bolshoy Ussuriysky cho Trung Quốc. Khoảng 170 km² của đảo Bolshoy Ussuriysky được chuyển cho phía Trung Quốc, phần còn lại vẫn thuộc quyền quản lý của Nga. Trước đó, vào năm 1991 hai bên đã đồng ý rằng đảo Trân Bảo sẽ thuộc chủ quyền của Trung Quốc. Phía Cộng hòa Nhân dân Trung Hoa cũng từ bỏ tuyên bố chủ quyền với Giang Đông lục thập tứ đồn.
Từ năm 1950, Trung Quốc đã tiến hành khai khẩn với quy mô lớn, lập ra các nông trường ở đồng bằng Tam Giang [gọi là Bắc Đại Hoang (北大荒)]. Trong Cách mạng Văn hóa, minh Hô Luân Bối Nhĩ đã được chuyển về thuộc quyền quản lý của tỉnh Hắc Long từ 1969 đến 1979 (trước năm 1949 vùng này thuộc tỉnh Hắc Long Giang cũ). Từ khi Trung Quốc đại lục tiến hành cải cách mở cửa, thương mại giữa tỉnh Hắc Long Giang và Nga đã tăng lên.

## Địa lý

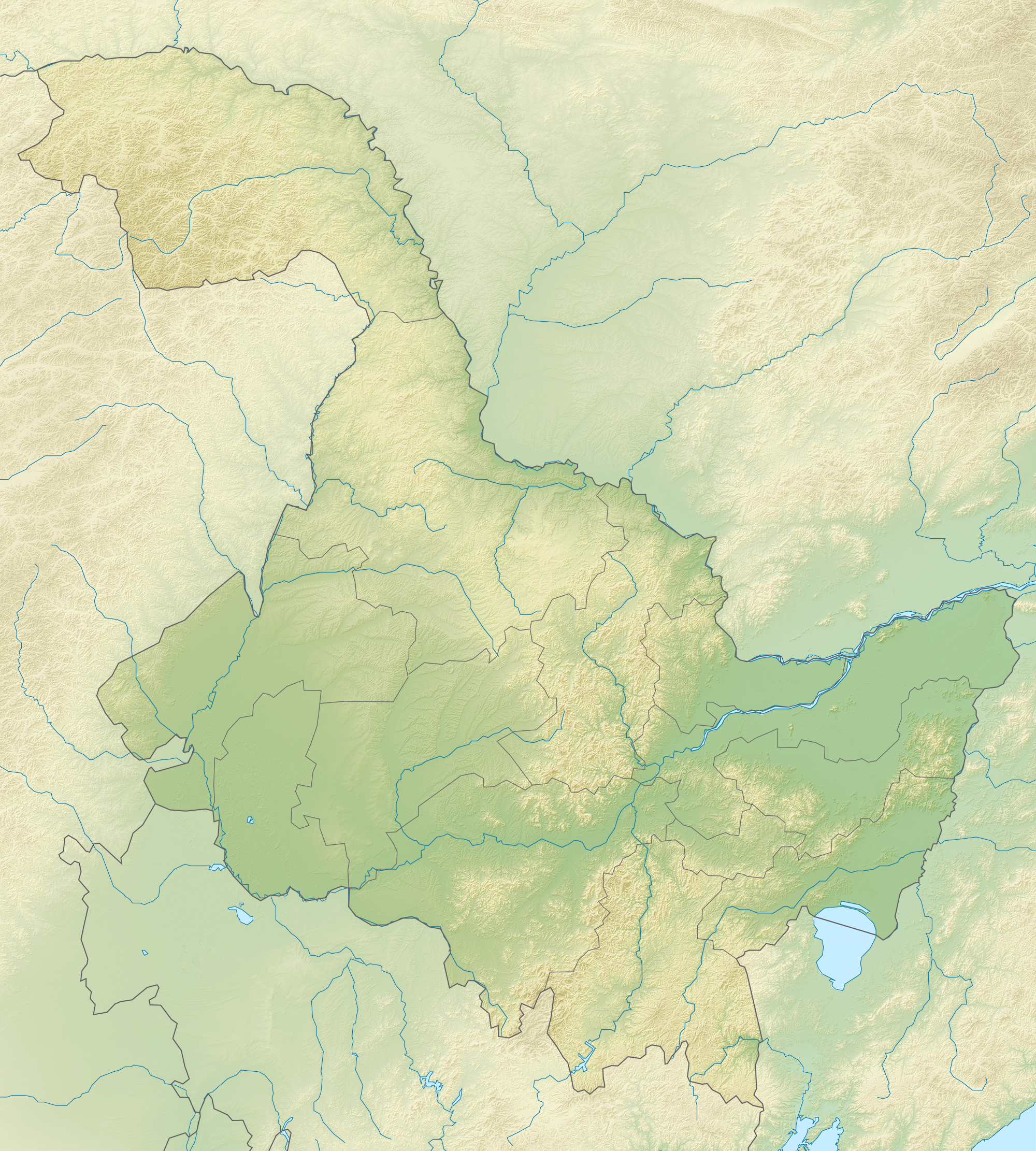
Bản đồ địa hình tỉnh Hắc Long Giang

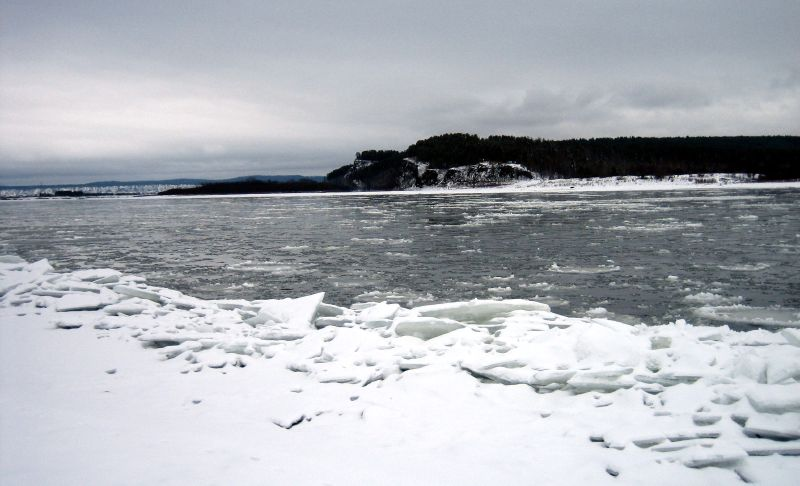
Sông Amur (Hắc Long Giang) đóng băng

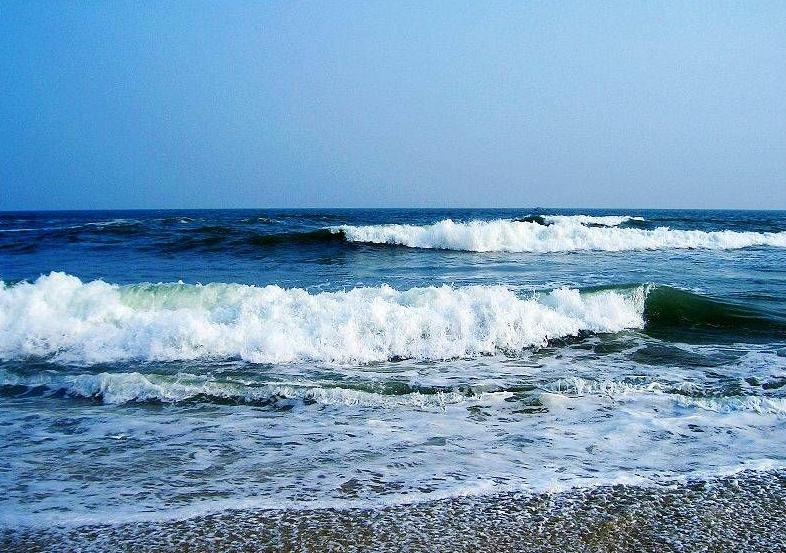
Khu vực bờ hồ Khanka (hồ Hưng Khải) thuộc phía đông tỉnh Hắc Long Giang, hồ Khanka là hồ biên giới giữa Trung Quốc và Nga

Tỉnh Hắc Long Giang nằm ở Đông Bắc Trung Quốc, vừa là tỉnh cực đông và vừa là tỉnh cực bắc của Trung Quốc. Tỉnh Hắc Long Giang trải dài trên 14 kinh độ (từ 121°11' đến 135°05' kinh Đông) và 10 vĩ độ (từ 43°25' đến 53°33' vĩ Bắc). Phía bắc và phía đông, tỉnh Hắc Long Giang có đường biên giới dài 3.045 km giáp với Nga (vùng Zabaykalsky, tỉnh Amur, tỉnh tự trị Do Thái, vùng Khabarovsk và vùng Primorsky); phía tây tỉnh Hắc Long Giang là khu tự trị Nội Mông, phía nam tính Hắc Long Giang là tỉnh Cát Lâm. Diện tích toàn tỉnh Hắc Long Giang là trên 473.000 km² (bao gồm cả Gia Cách Đạt Kỳ và Tùng Lĩnh), là tỉnh có diện tích lớn thứ sáu tại Trung Quốc (sau Tân Cương, Tây Tạng, Nội Mông, Thanh Hải và Tứ Xuyên).

### Địa hình
Một cách tổng thể, địa thế tỉnh Hắc Long Giang là cao ở phía tây bắc, bắc và đông nam; thấp ở đông bắc và tây nam; địa mạo chủ yếu là núi non, cao nguyên cùng bình nguyên và mặt nước. Ở tây bắc bộ tỉnh Hắc Long Giang là vùng núi non của dãy Đại Hưng An lĩnh có hướng đông bắc-tây nam; bắc bộ tỉnh Hắc Long Giang là vùng núi non của Tiểu Hưng An lĩnh có hướng tây bắc-đông nam; đông nam bộ tỉnh Hắc Long Giang có các dãy núi có hướng đông bắc-tây nam như Trương Quảng Tài lĩnh (张广才岭), Lão Gia lĩnh (老爷岭), Hoàn Đạt Sơn (完达山); các khu vực núi non này chiếm 24,7% tổng diện tích của tỉnh. Các khu vực gò đồi có cao độ trên 300 mét trên mực nước biển ước tính chiếm 35,8% diện tích tỉnh Hắc Long Giang. Đông bắc bộ Hắc Long Giang có đồng bằng Tam Giang, tây bộ tỉnh có đồng bằng Tùng Nộn và là một bộ phận của bình nguyên Đông Bắc Trung Quốc; đồng bằng chiếm 37% diện tích của tỉnh, với cao độ dao động từ 50-200 mét. Điểm cao nhất Hắc Long Giang là đỉnh Đại Thố Tử (大兔子峰) cao 1.690 mét. Diện tích đất ngập nước của toàn tỉnh Hắc Long Giang là 8,67 triệu ha, trong đó diện tích đất ngập nước tự nhiên là 5,56 triệu ha, chiếm 1/7 diện tích đất ngập nước tự nhiên của toàn Trung Quốc.

### Khí hậu
Đại bộ phận tỉnh Hắc Long Giang thuộc đới khí hậu lục địa ẩm (Köppen Dwa hay Dwb), riêng khu vực cực bắc có khí hậu cận Bắc cực (Köppen Dwc). Tỉnh Hắc Long Giang có bốn mùa phân biệt, mùa hè ngắn, ấm và có mưa; mùa đông kéo dài. Nhiệt độ bình quân năm của tỉnh Hắc Long Giang là từ -4 °C đến 5 °C, cứ thêm một vĩ độ từ đông nam đến tây bắc thì nhiệt độ bình quân ước tính sẽ thấp hơn khoảng 1 °C, đường nhiệt độ bình quân 0 °C kéo thẳng từ Nộn Giang đến Y Xuân. Mỗi năm, toàn tỉnh có 100-160 ngày không có sương giá, sương giá xuất hiện từ hạ tuần tháng 9 ở hầu hết các khu vực trong tỉnh, kết thúc vào hạ tuần tháng 4 đến thượng tuần tháng 5.
Lượng giáng thủy bình quân hàng năm trên địa bàn toàn tỉnh là từ 400–650 mm, trong đó vùng núi trung bộ có lượng giáng thủy lớn nhất, kế đến là đông bộ, còn thấp nhất là tây bộ và bắc bộ. Lượng mưa từ tháng 5-9 chiếm 80%-90% tổng lượng giáng thủy cả năm. Khu vực tây nam bộ tỉnh Hắc Long Giang là vùng bán khô hạn. Tuy vậy, tỉnh Hắc Long Giang cũng có lượng bức xạ mặt trời phong phú với tổng lượng hàng năm đạt 4.400-5.028 triệu MJ/m², trong đó lượng bức xạ mặt trời từ tháng 5-9 chiếm 54-60% tổng lượng bức xạ mặt trời hàng năm. Số giờ nắng hàng năm trên địa bàn tỉnh Hắc Long Giang là từ 2.200-2.900 giờ. Tốc độ gió bình quân năm ở các địa phương trên địa bàn tỉnh Hắc Long Giang là từ 2–4 m/s.

### Sông hồ
Toàn tỉnh Hắc Long Giang có 1.918 sông suối có diện tích lưu vực trên 50 km². Năm hệ thống sông lớn nhất trên địa phận tỉnh Hắc Long Giang là: sông Amur (Hắc Long Giang), sông Ussuri (Ô Tô Lý Giang), Tùng Hoa Giang, Nộn Giang và sông Razdolnaya (Tuy Phân Hà). Nộn Giang từ phía bắc hợp lưu với Tùng Hoa Giang từ phía nam trên ranh giới giữa tỉnh Hắc Long Giang và Cát Lâm rồi sau đó chảy về phía đông rồi đổ vào sông Amur. Sông Ussuri ở phía đông tỉnh Hắc Long Giang tạo thành đường biên giới tự nhiên dài 455 km giữa Trung Quốc và Nga và cũng đổ vào sông Amur. Bản thân sông Amur ở phía bắc của tỉnh cũng là một đường biên giới tự nhiên giữa Trung Quốc và Nga dài 1861 km, sau khi nhận nước từ Ussuri, sông chảy hoàn toàn trên lãnh thổ của Nga rồi đổ vào eo biển Tatar. Riêng sông Razdolnaya không thuộc hệ thống sông Amur, nó chảy từ đông nam tỉnh Hắc Long Giang qua cực nam vùng Primorsky của Nga rồi đổ ra biển Nhật Bản. Các sông khác chảy trên địa phận Hắc Long Giang là
- Hệ thống ven Hắc Long Giang: Ngạch Nhĩ Cổ Hà, Hô Mã Hà (呼玛河), Ngạch Mộc Nhĩ Hà (额木尔河), Tốn Hà (逊河) hay Tốn Biệt Lạp Hà (逊别拉河), Khố Nhĩ Tân Hà (库尔滨河)
- Hệ thống Tùng Hoa Giang: Mẫu Đơn Giang, Hô Lan Hà (呼兰河), Lạp Lâm Hà (拉林河), A Thập Hà (阿什河)
- Hệ thống Nộn Giang: Cam Hà (甘河), Nột Mô Nhĩ Hà (讷谟尔河), Thao Nhi Hà (洮儿河), Nặc Mẫn Hà (诺敏河), Nhã Lỗ Hà (雅鲁河)
- Hệ thống Ô Tô Lý Giang: Mục Lăng Hà (穆棱河), Nạo Lực Hà (挠力河), Tùng A Sát Hà

Hắc Long Giang có đến 640 hồ lớn nhỏ, trong đó 4 hồ lớn nhất là hồ Khanka (hồ Hưng Khải) tại Mật Sơn trên biên giới Trung-Nga, hồ Kính Bạch (镜泊湖) tại Ninh An, hồ nước mặn Liên Hoàn (连环湖) tại Đỗ Nhĩ Bá Đặc, hồ Ngũ Đại Liên Trì (五大连池) tại thành phố cùng tên. Tỉnh Hắc Long Giang tính đến năm 2011 đã có 640 hồ chứa. Diện tích mặt nước của tỉnh Hắc Long Giang là trên 800.000 ha.
Trên các sông lớn của Hắc Long Giang cũng có nhiều hòn đảo, trong đó có đảo Trân Bảo trên sông Ussuri và là tâm điểm trong Xung đột biên giới Trung-Xô năm 1969, đảo Ngân Long và một nửa đảo Hắc Hạt Tử ở nơi hợp lưu giữa sông Amur và sông Ussuri đã thuộc về Trung Quốc sau hiệp định biên giới giữa Trung Quốc và Nga. Đảo Thái Dương trên Tùng Hoa Giang và nằm ở giữa khu đô thị mới và cũ của Cáp Nhĩ Tân là một khu phong cảnh và bảo tồn cấp quốc gia của Trung Quốc.

### Khoáng sản
Tính đến năm 2011, người ta đã phát hiện được 133 chủng loại khoáng sản (bao gồm cả á khoáng), chiếm 56,12% tổng số chủng loại đã phát hiện được tại Trung Quốc. Trong đó, đã xác định được trữ lượng của 83 loại khoáng sản. Tỉnh Hắc Long có trữ lượng lượng 55 loại khoáng sản đứng vào hàng 10 đơn vị có trữ lượng cao nhất Trung Quốc, trong đó trữ lượng dầu mỏ, than chì, đất sét vàng dùng làm chất màu, feldspat, đá bazan dùng làm đá đúc khuôn, tro núi lửa, đá hoa dùng làm xi măng và sillimanite đứng ở vị trí dẫn đầu; trữ lượng quặng rheni, đá hoa dùng để làm thủy tinh, đá bọt, thạch anh dùng làm thủy tinh, quặng osmi và vàng đứng ở vị trí thứ hai. Tỉnh Hắc Long Giang có diện tích lớn, tài nguyên khoáng sản được phân bố trên phạm vi rộng song lại tương đối tập trung. Dầu mỏ và khí thiên nhiên tập trung chủ yếu tại khu vực Đại Khánh thuộc bồn địa Tùng Liêu; than đá phân bộ tại các khu vực Hạc Cương, Song Áp Sơn, Thất Đài Hà và Kê Tây ở đông bộ của tỉnh; các loại khoáng sản kim loại màu và kim loại đen chủ yếu phân bố tại khu vực Nộn Giang, Y Xuân và Cáp Nhĩ Tân; các mỏ vàng chủ yếu phân bố tại vùng núi Đại Hưng An lĩnh, Tiểu Hưng An lĩnh và các khu vực Y Xuân, Giai Mộc Tư và Mẫu Đơn Giang; các loại khoáng sản phi kim chủ yếu phân bố tại khu vực đông bộ và trung bộ tỉnh Hắc Long Giang.

## Sinh vật

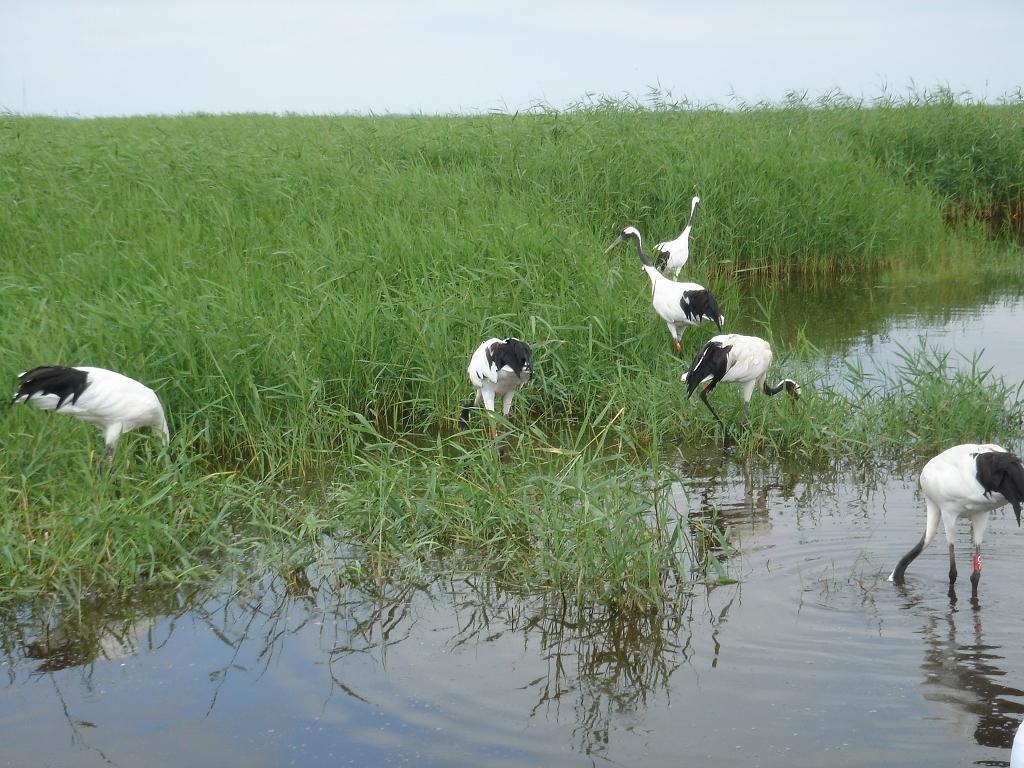
Sếu Nhật Bản tại khu bảo tồn tự nhiên quốc gia Trát Long, thuộc Tề Tề Cáp Nhĩ

Tỉnh Hắc Long Giang có trên 2.000 loài thực vật bậc cao, trong đó có Taxus cuspidata (hồng đậu sam Đông Bắc), Đậu tương leo (Glycine soja) cùng 10 loài thực vật được bảo hộ cấp quốc gia. Tỉnh Hắc Long Giang có 476 loài động vật hoang dã sống trên cạn, trong đó có 88 loài thú, 361 loài chim, 16 loại bò sát, 11 loài lưỡng cư. Trong số các loài động vật hoang dã sống trên cạn tại tỉnh Hắc Long Giang, có hổ Siberi, sếu Nhật Bản cùng 17 loài động vạt hoang dã được bảo hộ quốc gia cấp một; bên cạnh đó là gấu ngựa, sếu gáy trắng cùng 66 loài động vật hoang dã được bảo hộ quốc gia cấp hai.
Tỉnh Hắc Long Giang là một trong những khu vực rừng trọng điểm của Trung Quốc. Độ che phủ rừng của tỉnh Hắc Long Giang đạt tỷ lệ 45,2%, diện tích đất có rừng đạt 20,53 triệu ha.
Tính đến cuối năm 2011, toàn Hắc Long Giang có 211 khu bảo tồn tự nhiên, trong đó có 24 khu cấp quốc gia và 88 khu cấp tỉnh, tổng diện tích là trên 6,52 triệu ha.

## Nhân khẩu
Tính đến cuối năm 2010, số nhân khẩu thường trú tại tỉnh Hắc Long Giang là 38,334 triệu người, tỷ xuất sinh năm 2010 là 7,35‰, tỷ suất tử vong trong cùng năm là 5,83‰. Theo tổng điều tra nhân khẩu toàn quốc lần thứ sáu của Trung Quốc tiến hành năm 2010, số người trong độ tuổi từ 0-14 chiếm 11,96% tổng dân số, số người trong độ tuổi 15-64 chiếm 79,72% tổng dân số, số người trên 65 tuổi chiếm 8,32% tổng dân số. Người Hán là dân tộc chiếm đại đa số tại Hắc Long Giang, các dân tộc thiểu số đã cư trú lâu dài trên địa bàn tỉnh gồm: người Mãn, người Triều Tiên, người Mông Cổ, người Hồi, người Đạt Oát Nhĩ, người Ngạc Luân Xuân, người Hách Triết, người Ngạc Ôn Khắc. Tỉnh Hắc Long Giang có huyện tự trị dân tộc Mông Cổ Đỗ Nhĩ Bá Đặc thuộc Đại Khánh và khu tự trị dân tộc Đạt Oát Nhĩ Mai Lý Tư thuộc Tề Tề Cáp Nhĩ. Cư dân Hắc Long Giang chủ yếu nói Quan thoại Đông Bắc, Quan thoại Giao-Liêu được nói tại Hổ Lâm và Phủ Viễn.

## Các đơn vị hành chính
Hắc Long Giang được chia làm 13 đơn vị hành chính cấp địa khu, bao gồm 12 thành phố thuộc tỉnh (địa cấp thị) và 1 địa khu:
| Bản đồ                     | #                | Tên             | Thủ phủ                         | Chữ Hán Bính âm | Dân số (2010)  | Diện tích (km²) |
| -------------------------- | ---------------- | --------------- | ------------------------------- | --------------- | -------------- | --------------- |
|                            |                  |                 |                                 |                 |                |                 |
| — Phó tỉnh cấp thành thị — |                  |                 |                                 |                 |                |                 |
| 1                          | Cáp Nhĩ Tân      | Nam Cương       | 哈尔滨市 Hā'ěrbīn Shì           | 10.635.971      | 53.068         |                 |
| — Địa cấp thị —            |                  |                 |                                 |                 |                |                 |
| 2                          | Đại Khánh        | Tát Nhĩ Đồ      | 大庆市 Dàqìng Shì               | 2.904.532       | 22.219         |                 |
| 3                          | Hạc Cương        | Hưng Sơn        | 鹤岗市 Hègǎng Shì               | 1.058.665       | 14.600         |                 |
| 4                          | Hắc Hà           | Ái Huy          | 黑河市 Hēihé Shì                | 1.673.898       | 66.802,7       |                 |
| 5                          | Giai Mộc Tư      | Tiền Tiến       | 佳木斯市 Jiāmùsī Shì            | 2.552.097       | 31.528         |                 |
| 6                          | Kê Tây           | Kê Quan         | 鸡西市 Jīxī Shì                 | 1.862.161       | 22.351         |                 |
| 7                          | Mẫu Đơn Giang    | Ái Dân          | 牡丹江市 Mǔdānjiāng Shì         | 2.798.723       | 40.435         |                 |
| 8                          | Tề Tề Cáp Nhĩ    | Long Sa         | 齐齐哈尔市 Qíqíhā'ěr Shì        | 5.367.003       | 42.469         |                 |
| 9                          | Thất Đài Hà      | Đào Sơn         | 七台河市 Qītáihé Shì            | 920.419         | 6.221          |                 |
| 10                         | Song Áp Sơn      | Tiêm Sơn        | 双鸭山市 Shuāngyāshān Shì       | 1.462.626       | 22.483         |                 |
| 11                         | Tuy Hóa          | Bắc Lâm         | 绥化市 Suíhuà Shì               | 5.416.439       | 35.211         |                 |
| 12                         | Y Xuân           | Y Xuân          | 伊春市 Yīchūn Shì               | 1.148.126       | 32.759         |                 |
| — Địa khu —                |                  |                 |                                 |                 |                |                 |
| 13                         | Đại Hưng An Lĩnh | Gia Cách Đạt Kỳ | 大兴安岭地区 Dàxīng'ānlǐng Dìqū | 511.564         | 65.145 + 8.460 |                 |

Các đơn vị hành chính cấp địa khu trên đây được chia thành 130 đơn vị hành chính cấp huyện, gồm 65 quận (thị hạt khu), 19 thành phố cấp huyện (huyện cấp thị), 45 huyện, và 1 huyện tự trị. Các đơn vị hành chính cấp huyện này lại được chia nhỏ thành 1284 đơn vị hành chính cấp hương, gồm 473 thị trấn (trấn), 400 hương, 58 hương dân tộc, và 353 phường (nhai đạo). Gia Cách Đạt Kỳ và Tùng Lĩnh mặc dù trên danh nghĩa thuộc kỳ tự trị Ngạc Luân Xuân, Nội Mông nhưng trên thực tế thuộc quyền quản lý của Đại Hưng An Lĩnh.

## Kinh tế

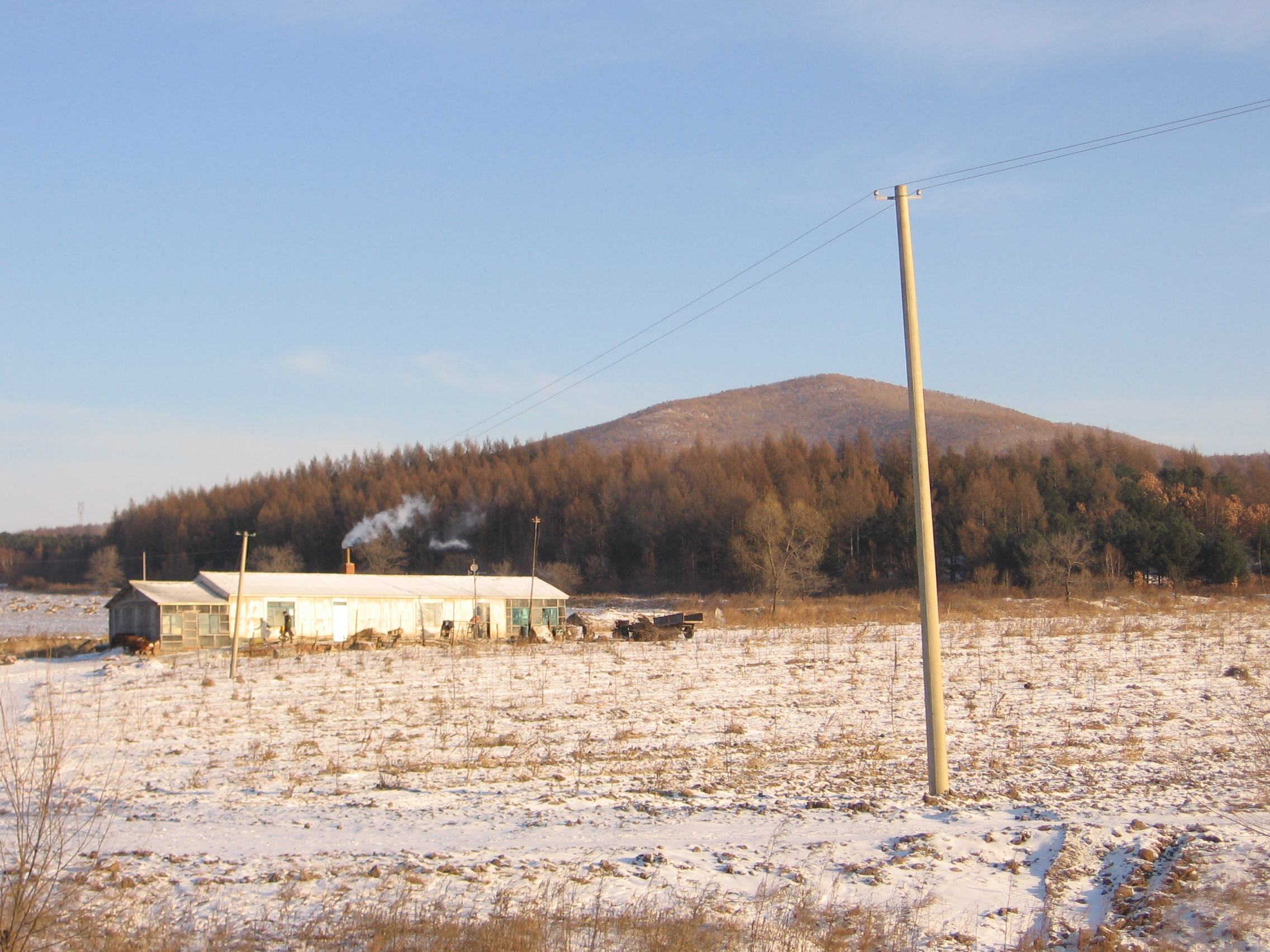
Huyện Mật Sơn vào năm 2005

Tổng GDP của toàn tỉnh Hắc Long Giang vào năm 2011 là 1,25 nghìn tỉ NDT, theo giá cả so sánh thì đạt mức tăng trưởng 12,2% so với năm trước. Kết cấu ba khu vực trong nền kinh tế của tỉnh Hắc Long Giang là 13,6:50,5:35,9. Năm 2011 Chỉ số giá tiêu dùng đã tăng 5,8% so với năm trước. Trong năm này, tỷ lệ đăng ký thất nghiệp ở khu vực đô thị là 4,38%. Trong năm 2011, tổng vốn đầu tư cố định toàn xã hội trên địa bàn tỉnh Hắc Long Giang là 752,38 tỉ NDT, tăng trưởng 31,8% so với năm trước, trong đó số vốn đầu tư cho bốn ngành chủ đạo là trang thiết bị, hóa dầu, năng lượng, thực phẩm đạt 217,77 tỉ NDT. Năm 2011, tổng lượng hàng hóa xuất nhập khẩu của tỉnh Hắc Long Giang đạt giá trị 38,51 triệu USD, trong đó giá trị hàng hóa xuất khẩu đạt 17,67 triệu USD còn giá trị hàng hóa nhập khẩu đạt 20,84 triệu USD. Năm 2011, các đối tác thương mại lớn nhất của tỉnh Hắc Long Giang lần lượt là Nga, Hoa Kỳ, Ấn Độ, Đức, Hàn Quốc, Nhật Bản.
Năm 2018, Hắc Long Giang là tỉnh đông thứ mười bảy về số dân, đứng thứ hai mươi ba về kinh tế Trung Quốc với 37,9 triệu dân, tương đương với Canada và GDP danh nghĩa đạt 1.636 tỉ NDT (247,3 tỉ USD) tương ứng với Việt Nam hay Ai Cập. Hắc Long Giang có chỉ số GDP đầu người đứng thứ hai mươi bảy, đạt 43.274 NDT (tương ứng 6.539 USD). Giai đoạn 2010, 2011, kinh tế Hắc Long Giang phát triển nhanh. Trong giai đoạn 2012 đến 2018, kinh tế Hắc Long Giang có sự chững lại, có GDP không tăng đáng kể, tốc độ tăng năm 2018 là 4,7%, xếp hạng 29/31 Trung Quốc đại lục (trừ Hồng Kông, Ma Cao và Đài Loan).
| 2018   | 2017   | 2016   | 2015   | 2014   | 2013   | 2012   | 2011   | 2010   | GDP Năm |
| ------ | ------ | ------ | ------ | ------ | ------ | ------ | ------ | ------ | ------- |
| 247,25 | 235,53 | 231,64 | 242,18 | 244,83 | 233,40 | 216,90 | 194.80 | 153.17 | Tỷ USD  |

### Nông nghiệp
Nông nghiệp của tỉnh Hắc Long Giang chịu ảnh hưởng của khí hậu lạnh giá, dựa vào các cây trồng như đỗ tương, ngô, và lúa mì. Các cây trồng thương phẩm bao gồm củ cải ngọt, lanh, và hướng dương. Hắc Long Giang cũng là một nguồn cung cấp gỗ quan trọng tại Trung Quốc, thông, đặc biệt là thông Triều Tiên và thông rụng lá là các lâm sản quan trọng nhất tại Hắc Long Giang. Rừng tập trung hầu hết tại Đại Hưng An lĩnh và Tiểu Hưng An lĩnh.Năm 2011, tổng giá trị nông-lâm-mục-ngư nghiệp của tỉnh Hắc Long Giang đạt giá trị 170,56 tỉ NDT, theo giá cả so sánh thì đạt mức tăng trưởng 6,2% so với năm trước. Năm 2011, kết cấu nông-lâm-mục-ngư-dịch vụ nông nghiệp trong tổng thể nền nông nghiệp của tỉnh Hắc Long Giang là 68,5:3,5:24,8:1,3:1,9. Tỉnh Hắc Long Giang có 11,87 triệu ha đất canh tác, 60 nghìn ha đất vườn, 24,40 triệu ha đất lâm nghiệp, 2,23 triệu ha đất đồng cỏ.
Cũng trong năm 2011, tổng sản lượng lương thực của tỉnh Hắc Long Giang đạt 55.706.000 tấn, bội thu liên tục trong tám năm, đứng ở vị trí dẫn đầu tại Trung Quốc. Trong năm này, sản lượng bốn loại lương thực chủ yếu như sau: tổng sản lượng gạo đạt 20.621.000 tấn, tổng sản lượng ngô đạt 26.758.000 tấn, tổng sản lượng lúa mì đạt 1.038.000 tấn, tổng sản lượng đỗ tương đạt 5.413.000 tấn. Sản lượng các loại cây trồng khác như sau: sản lượng rau xanh đạt 7.899.000 tấn, sản lượng quả đạt 2.256.000 tấn, sản lượng củ cải ngọt đạt 2.750.000 tấn, sản lượng các loại hạt có dầu đạt 233.000 tấn, sản lượng thuốc lá đã sấy khô đạt 78.000 tấn, sản lượng lanh đạt 12.000 tấn.
Ngành chăn nuôi của tỉnh Hắc Long Giang tập trung vào ngựa và bò. Hắc Long Giang là đơn vị cấp tỉnh có số lượng bò sữa lớn nhất và sản xuất lượng sữa lớn nhất tại Trung Quốc. Năm 2011, sản lượng thịt lợn, bò và cừu của tỉnh Hắc Long Giang đạt 1.680.000 tấn, sản lượng thịt gia cầm đạt 310.000 tấn, sản lượng sữa bò tươi đạt 5.431.000 tấn, sản lượng trứng đạt 1.054.000 tấn.

### Công nghiệp
Vùng Đông Bắc Trung Quốc nói chung và tỉnh Hắc Long Giang nói riêng từng là trái tim công nghiệp của Trung Quốc, tuy nhiên, sau cải cách mở cửa, nền công nghiệp của vùng đã tụt hậu so với những nơi khác tại Trung Quốc, vì thế chính quyền Trung Quốc đã phải đề ra kế hoạch Chấn hưng vùng công nghiệp cũ Đông Bắc (振兴东北老工业基地). Các sản phẩm công nghiệp chính của tỉnh Hắc Long Giang là than nguyên khai, dầu thô, khí thiên nhiên, đường thành phẩm, bia, giấy, dầu lọc, than cốc, amonia tổng hợp, phân bón, êtilen, nguyên liệu dược phẩm hóa học, Trung dược, sợi tổng hợp, xi măng, gang thỏi, thép, lò hơi công nghiệp, máy cắt kim loại, ô tô, xăm lốp, phát điện, vi máy tính, sợi, kính phẳng, axít sunfuric, nông dược hóa học, thiết bị phát điện, máy kéo cỡ nhỏ, đồ uống có cồn, gỗ nhân tạo, đồ nội thất.
Năm 2011, giá trị sản xuất công nghiệp trên địa bàn tỉnh Hắc Long Giang đạt giá trị 558,32 tỉ NDT, tăng trưởng 13,1% so với năm trước. Trong đó, khu vực kinh tế do nhà nước nắm giữ cổ phần khống chế đạt giá trị 344,3 tỉ NDT, tăng trưởng 12,9%; khu vực kinh tế tập thể đạt giá trị 15,39 tỉ NDT, tăng trưởng 14%. Cũng trong năm 2011, Giá trị các ngành công nghiệp nhẹ đạt 89,44 tỉ NDT, giá trị các ngành công nghiệp nặng đạt 391,42 tỉ NDT.
Mỏ dầu Đại Khánh (大庆油田) thuộc địa phận Đại Khánh là mỏ dầu lớn nhất tại Trung Quốc. Mỏ dầu này được phát hiện vào năm 1959 và người ta dự tính có thể khai thác lượng dầu thô và khí đốt quy đổi từ 20 triệu tấn đến 25 triệu tấn mỗi năm từ các giếng dầu của mỏ cho đến năm 2060. Tính đến năm 2009, số dầu thô đã khai thác từ mỏ dầu Đại Khánh là 2 tỉ tấn, chiếm tới 40% sản lượng dầu thô khai thác trên toàn Trung Quốc trong cùng kỳ.
Năm 2007, sản lượng dầu thô toàn tỉnh Hắc Long Giang là 41,698 triệu tấn, sản lượng than đá chưa tinh chế là 79,971 triệu tấn, sản lượng khí thiên nhiên là 2,55 tỉ m³.

## Du lịch

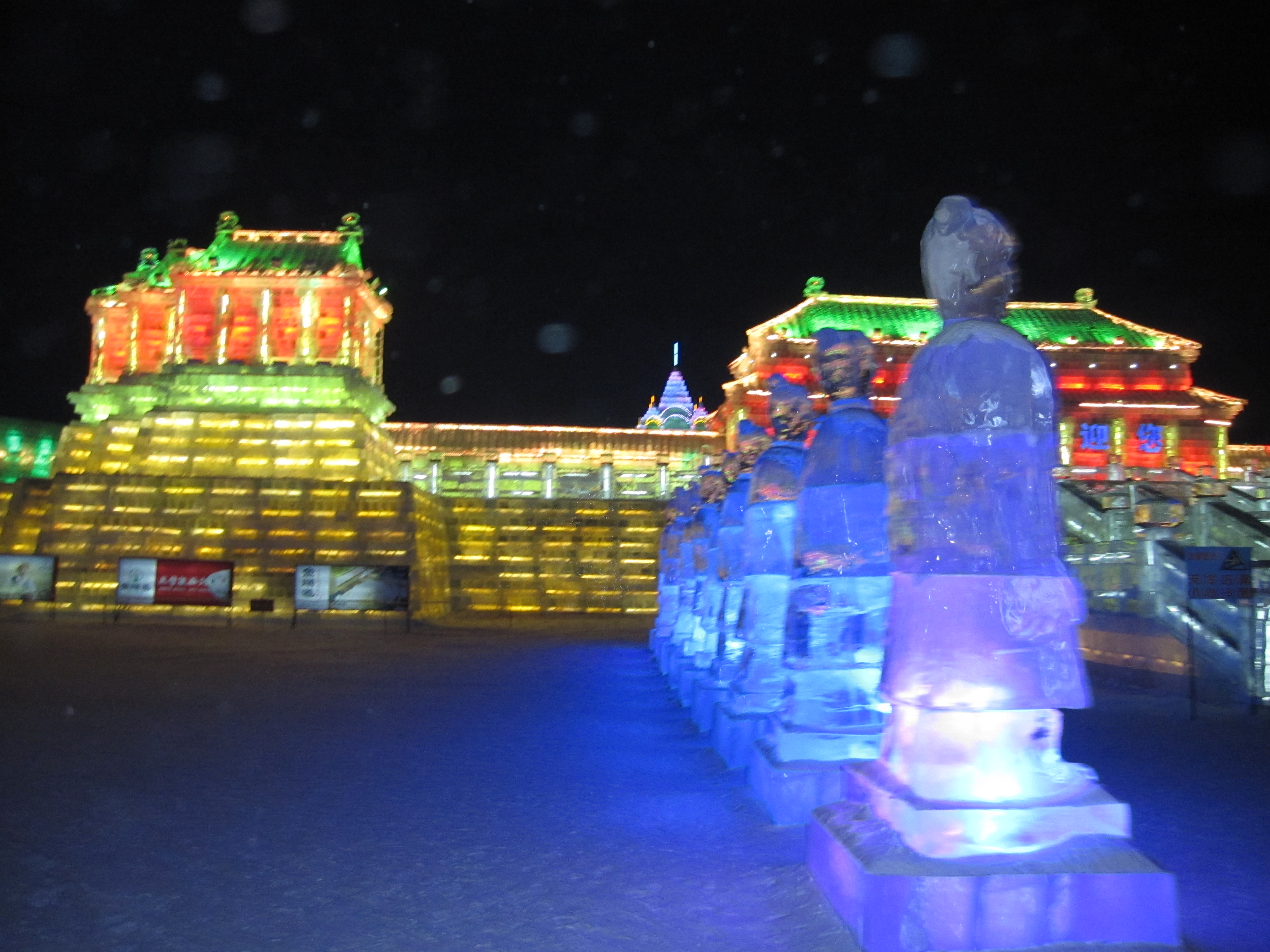
Lễ hội Băng đăng Quốc tế Cáp Nhĩ Tân

Trong năm 2011, tỉnh Hắc Long Giang đã tiếp đón hơn 204 triệu lượt du khách trong và ngoài nước, tăng trưởng 28,8% so với năm 2010, doanh thu từ ngành du lịch trong năm này đạt 109,15 tỉ NDT. Trong đó, số khách trong nước đạt 202,2369 triệu lượt người và số khách quốc tế đạt 2.065.000 người. Cũng tính đến năm 2011, toàn tỉnh Hắc Long Giang có 588 công ty du lịch và 221 khu thắng cảnh cấp A quốc gia (trong đó có 3 khu cấp 5A, 39 khu cấp 4A và 108 khu cấp 3A).
Tỉnh Hắc Long Giang có các khu rừng rộng lớn, tỷ lệ che phủ rừng đạt 43,6% với 97 công viên rừng. Các khu rừng tại Hắc Long Giang có phong cảnh đẹp, yên tĩnh và không khí trong lành. Công viên rừng Ngũ Doanh, công viên rừng Thủy Khê cùng nhiều công viên rừng khác đã phát triển các loại hình du lịch như leo núi, tản bộ, tắm rừng, đi thuyền hay bè mảng trên các sông suối hay hồ nước trong rừng.
Ngoài ra, vì nằm ở vĩ độ cao nên tỉnh Hắc Long có nhiều băng tuyết, thời gian có tuyết lại kéo dài và tuyết có chất lượng tốt. Vào mùa đông, băng tuyết bao phủ trên một diện tích rộng lớn, tạo ra cảnh quan tráng lệ. Tỉnh Hắc Long Giang là một trong những khu vực đầu tiên tại Trung Quốc phát triển lĩnh vực du lịch trượt tuyết, tính đến năm 2011 đã có gần 100 khu trượt tuyết, các khu trượt tuyết lớn là Á Bố Lực (亚布力), Cát Hoa (吉华), Mạo Nhi Sơn (帽儿山). Tỉnh Hắc Long Giang là cái nôi của nghệ thuật băng tuyết tại Trung Quốc. Lễ hội Băng đăng Quốc tế Cáp Nhĩ Tân được tổ chức hàng năm là một trong bốn lễ hội băng tuyết lớn nhất thế giới.
Tỉnh Hắc Long Giang có nhiều cảnh đẹp bên bờ hồ, nước trong các hồ thường gợn sóng, là một nơi thư giãn đáng chú ý. Hồ Hưng Khải là hồ biên giới lớn nhất châu Á, hồ Kính Bạch (镜泊湖) là hồ có chướng ngại và là một công viên địa chất thế giới của UNESCO từ năm 2006, và khu vực hồ Liên Hoàn (连环湖) là một nơi săn bắn thủy cầm thiên nhiên. Tỉnh Hắc Long Giang có 4,34 triệu ha đất ngập nước, chiếm 1/8 diện tích đất ngập nước của Trung Quốc, trong đó bốn khu vực đất ngập nước Trác Long (扎龙), Tam Giang, hồ Hưng Khải và Hồng Hà được liệt vào danh sách vùng đất ngập nước trọng yếu cấp quốc tế.
Trên địa phận tỉnh Hắc Long Giang có 16 nhóm núi lửa, trên 80 ngọn núi lửa. Tài nguyên du lịch núi lửa của Hắc Long Giang là một điểm đặc sắc, trong đó nổi tiếng ngất là nhóm núi lửa Ngũ Đại Liên Trì (五大连池) và hồ Kính Bạc. Công viên địa chất thế giới Ngũ Đại Liên Trì có 14 núi lửa cũ và mới, còn lại một cách khá hoàn chỉnh và tập trung, có địa hình địa mạo điển hình của núi lửa, vì thế, nó còn được gọi là "bảo tàng núi lửa thiên nhiên" và "sách giáo khoa mở về núi lửa". Suối khoáng ở Ngũ Đại Liên Trì có nhiều khoáng chất và 30 nguyên tố vi lượng thiết yếu của cơ thể con người, là một trong "tam đại lãnh tuyền" trên thế giới, có tác dụng nhất định trong việc chăm sóc sức khỏe.
Tỉnh lị Cáp Nhĩ Tân là một thành phố tương phản với ảnh hưởng rõ rệt của Trung Quốc, Nga và phần còn lại của thế giới. Nhà thờ Hồi giáo Bốc Khuê (卜奎清真寺) là một di sản quốc gia của Trung Quốc. Các nhà thờ Chính Thống giáo Đông phương, Công giáo La Mã, và Tin Lành nằm rải rác trong thành phố.

## Giao thông
Năm 2011, các loại hình phương tiện của tỉnh Hắc Long Giang có khối lượng hàng hóa luân chuyển là 198,47 tỉ tấn.km, trong đó ngành đường sắt là 109,23 tỉ tấn.km, ngành đường bộ là 84,35 tỉ tấn.km, ngành đường thủy là 740 nghìn tấn.km, ngành hàng không là 160 nghìn tấn.km; khối lượng hành khách luân chuyển là 67,83 tỉ người.km. Tính đến cuối năm 2011, tỉnh Hắc Long Giang có 2.423.000 người sử hữu ô tô dân dụng.

### Đường sắt

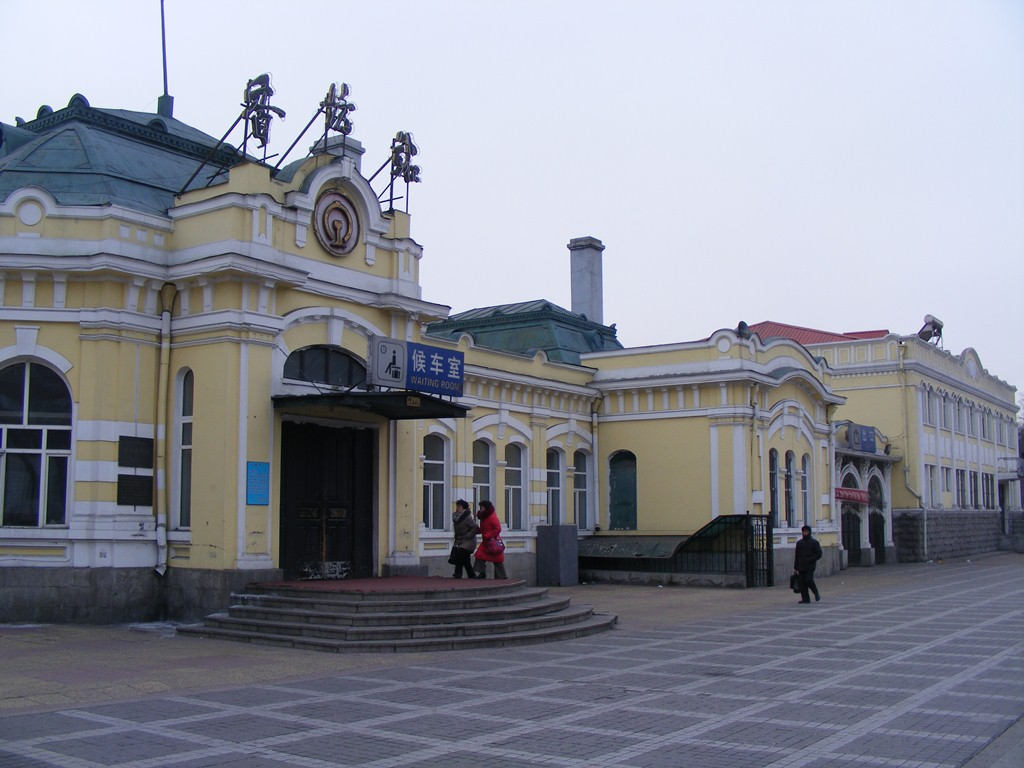
Ga Hương Phường (香坊站) tại Cáp Nhĩ Tân

Cục đường sắt Cáp Nhĩ Tân quản lý toàn bộ mạng lưới đường sắt trên địa bàn toàn tỉnh Hắc Long Giang và Hô Luân Bố Nhĩ của Nội Mông. Tính đến năm 2011, tổng chiều dài đường sắt cho cục này quản lý là 7014,3 km, trong đó có 5081,3 km nằm trên địa phận tỉnh Hắc Long Giang. Trong năm 2011, cục đường sắt Cáp Nhĩ Tân đã thực hiện vận chuyển 113,28 triệu lượt hành khách và 245,47 triệu tấn hàng hóa; con số tương ứng trên địa bàn tỉnh Hắc Long Giang là 104,49 triệu lượt người và 165,23 triệu tấn hàng hóa. Ngày 1 tháng 12 năm 2012, tuyến đường sắt cao tốc Cáp Nhĩ Tân-Đại Liên (哈大客运专线, Cáp-Đạt vận chuyển chuyên tuyến) đã chính thức được đưa vào vận hành. Đây là tuyến đường sắt cao tốc nằm ở vùng vĩ độ cao giá lạnh đầu tiên của Trung Quốc và thế giới. Tuyến đường sắt cao tốc này dài 921 km với tốc độ tàu chạy theo thiết kế là 350 km/h, nối liền ba tỉnh Liêu Ninh, Cát Lâm và Hắc Long Giang.

### Đường bộ
Tính đến cuối năm 2011, tổng chiều dài hệ thống công lộ trên địa bàn tỉnh Hắc Long Giang là 155.592 km, đạt mật độ 34,3 km/km². Trong đó, có 6.985 km quốc lộ, 8.808 km tỉnh lộ, 7.906 km huyện lộ, 54.646 km hương lộ, 12.305 km công lộ chuyên dụng và 64.762 km thôn lộ. Về mặt kỹ thuật, phân thành bốn cấp: 3.811 km công lộ cao tốc, 1.186 công lộ cấp 1, 8.848 km công lộ cấp 2, 32.298 km công lộ cấp 3, 77.989 km công lộ cấp 4. Vẫn tính đến cuối năm 2011, toàn tỉnh Hắc Long Giang có 984 bến xe khách, 7.823 tuyến vận chuyển hành khách, mỗi ngày vận chuyển trung bình 691.000 người. 100% số hương trấn và 99,5% đơn vị cấp thôn trên địa bàn tỉnh Hắc Long Giang đã thông xe khách; ngoài ra tỉnh Hắc Long Giang còn có 119 trạm vận chuyển hàng hóa đường bộ. Trong năm 2011, hệ thống công lộ của tỉnh Hắc Long Giang đã vận chuyển được 390 triệu lượt hành khách và 440 triệu tấn hàng hóa, chiếm 77% và 67% lượng vận chuyển tổng hợp toàn xã hội. Số ô tô trên địa bàn tỉnh Hắc Long Giang tính đến cuối năm 2011 đạt 2,423 triệu xe, trong đó có 553 nghìn xe tải, 1.734.000 xe chở khách và 137.000 xe khác.

### Đường thủy

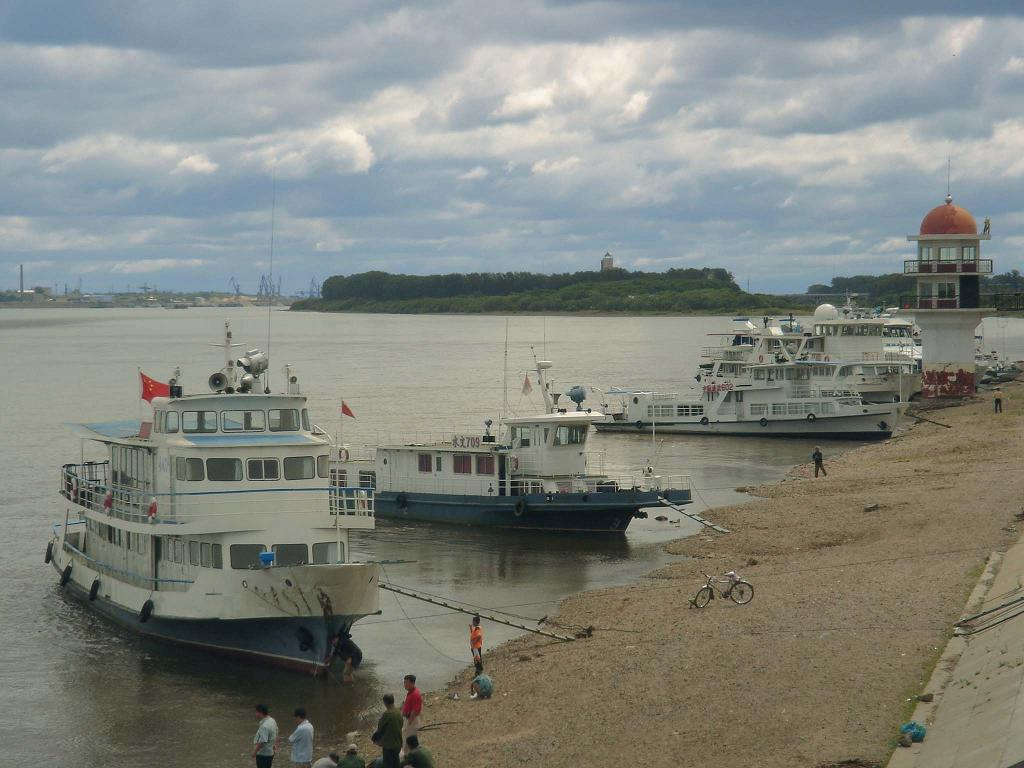
Thuyền bên bờ sông Amur (Hắc Long Giang) tại Hắc Hà

Hệ thống sông Amur (Hắc Long Giang) là một trong ba thủy hệ thông hành chủ yếu tại Trung Quốc, các sông thông hành chủ yếu là Hắc Long Giang, Tùng Hoa Giang, Ô Tô Lý Giang, Nộn Giang và Ngạch Nhĩ Cổ Hà, Tùng Hoa Giang Đệ Nhị và hai hồ Hưng Khải, Kính Bạc. Tổng chiều dài các thủy hệ thông hành trên địa phận Hắc Long Giang là 7.667 km, có thể thông đến 9 địa cấp thị, 55 huyện (và kỳ) và trên 70 nông trường và lâm trường tại ba tỉnh Hắc Long Giang, Cát Lâm và khu tự trị Nội Mông cùng nhiều thành phố cấp trung và lớn ở vùng Viễn Đông Nga như Khabarovsk hay Blagoveshchensk. Có thể đi bằng đường thủy trực tiếp từ tỉnh Hắc Long Giang (qua lãnh thổ Nga) rồi vượt biển đến Nhật Bản, Hàn Quốc và các cảng ở duyên hải đông nam của Trung Quốc. Đường thủy là tuyến đường thông thương chủ yếu trong quan hệ mậu dịch cửa khẩu giữa Trung Quốc và Nga. Trong đó, biên giới Trung Nga trên địa bàn tỉnh Hắc Long Giang có 2593 là theo sông hồ (Hắc Long Giang: 1861 km, Ô Tô Lý Giang: 455 km, hồ Hưng Khải: 277 km). Đến năm 2011, toàn tỉnh Hắc Long Giang có 24 cảng, năng lực thông quan mỗi năm là 15 triệu tấn hàng hóa và 3,5 triệu lượt người, trong đó có hai cảng "chủ yếu" là Cáp Nhĩ Tân và Giai Mộc Tư; 13 cảng "trọng yếu" với hai cảng Hắc Hà và Đồng Giang là cảng ngoại thương trọng yếu.

### Đường hàng không
Tính đến năm 2011, toàn tỉnh Hắc Long Giang có 125 tuyến bay hàng không, trong đó có 110 tuyến quốc nội và 14 tuyến quốc tế, 1 tuyến khu vực. Đến năm 2011, tỉnh Hắc Long Giang có 78 sân bay, trong đó có 9 sân bay dân dụng là sân bay quốc tế Thái Bình Cáp Nhĩ Tân, sân bay Tam Gia Tử Tề Tề Cáp Nhĩ, sân bay Hải Lãng Mẫu Đơn Giang, sân bay Giai Mộc Tư, sân bay Hắc Hà, sân bay Mạc Hà, sân bay Tát Nhĩ Đồ Đại Khánh, sân bay Lâm Đô Y Xuân, sân bay Hưng Khải Hồ Kê Tây. Ngoài ra, tỉnh Hắc Long Giang còn có căn cứ hàng không phòng hộ rừng Y Xuân, Tháp Hà, Nộn Giang, Gia Cách Đạt Ký, Hạnh Phúc, Đông Phương và 63 cơ sở bay phục vụ nông nghiệp. Năm 2011, ngành hàng không của tỉnh Hắc Long Giang đã vật chuyển được 7.841.521 lượt hành khách.

## Các trường đại học

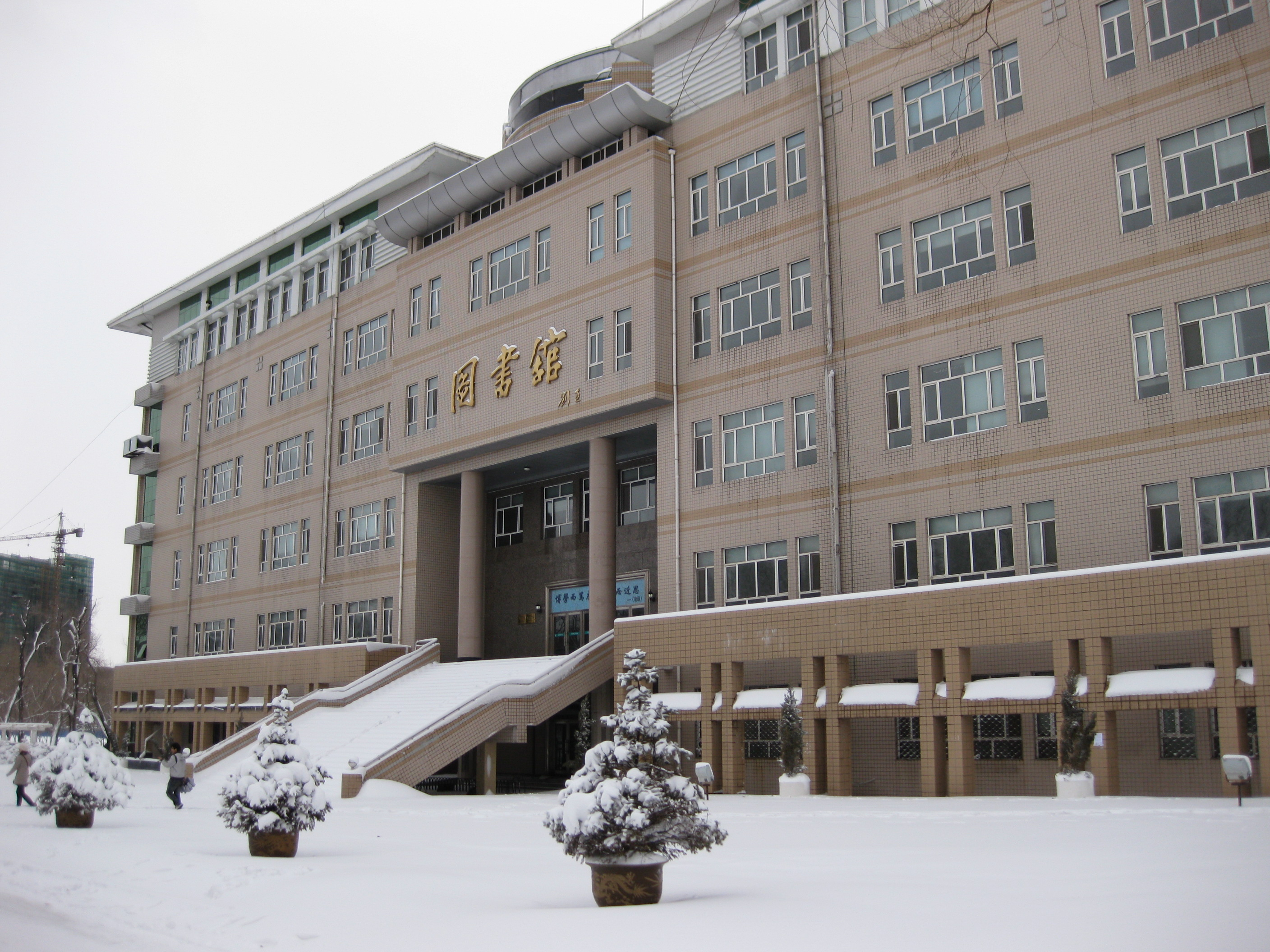
Thư viện Đại học Lâm nghiệp Đông Bắc

| - Đại học Lâm nghiệp Đông Bắc (东北林业大学) - Đại học Công nghiệp Cáp Nhĩ Tân (哈尔滨工业大学) - Đại học Công trình Cáp Nhĩ Tân (哈尔滨工程大学) - Đại học Nông nghiệp Đông Bắc (东北农业大学) - Đại học Y Cáp Nhĩ Tân (哈尔滨医科大学) - Đại học Khoa học-Công nghệ Cáp Nhĩ Tân (哈尔滨理工大学) - Đại học Hắc Long Giang (黑龙江大学) - Đại học Trung Y-Dược Hắc Long Giang (黑龙江中医药大学) - Đại học Sư phạm Cáp Nhĩ Tân (哈尔滨师范大学) - Đại học Thương nghiệp Cáp Nhĩ Tân (哈尔滨商业大学) - Học viện Khoa học-Kỹ thuật Hắc Long Giang (黑龙江科技学院) - Học viện Đông phương Hắc Long Giang (黑龙江东方学院) - Học viện Công trình Hắc Long Giang (黑龙江工程学院) - Học viện Cáp Nhĩ Tân (哈尔滨学院) | - Học viện Thể dục Cáp Nhĩ Tân (哈尔滨体育学院) - Học viện Tài chính Cáp Nhĩ Tân (哈尔滨金融学院) - Học viện Hoa Đức Cáp Nhĩ Tân (哈尔滨华德学院) - Đại học Dầu mỏ Đông Bắc (东北石油大学) - Đại học Nông khẩn Bát Nhất Hắc Long Giang (黑龙江八一农垦大学) - Học viện Sư phạm Đại Khánh (大庆师范学院) - Đại học Tề Tề Cáp Nhĩ (齐齐哈尔大学) - Học viện Y Tề Tề Cáp Nhĩ (齐齐哈尔医学院) - Đại học Giai Mộc Tư (佳木斯大学) - Học viện Y Mẫu Đơn Giang (牡丹江医学院) - Học viện Sư phạm Mẫu Đơn Giang (牡丹江师范学院) - Học viện Tuy Hoa (绥化学院) - Học viện Hắc Hà (黑河学院) |